# Scuola senese

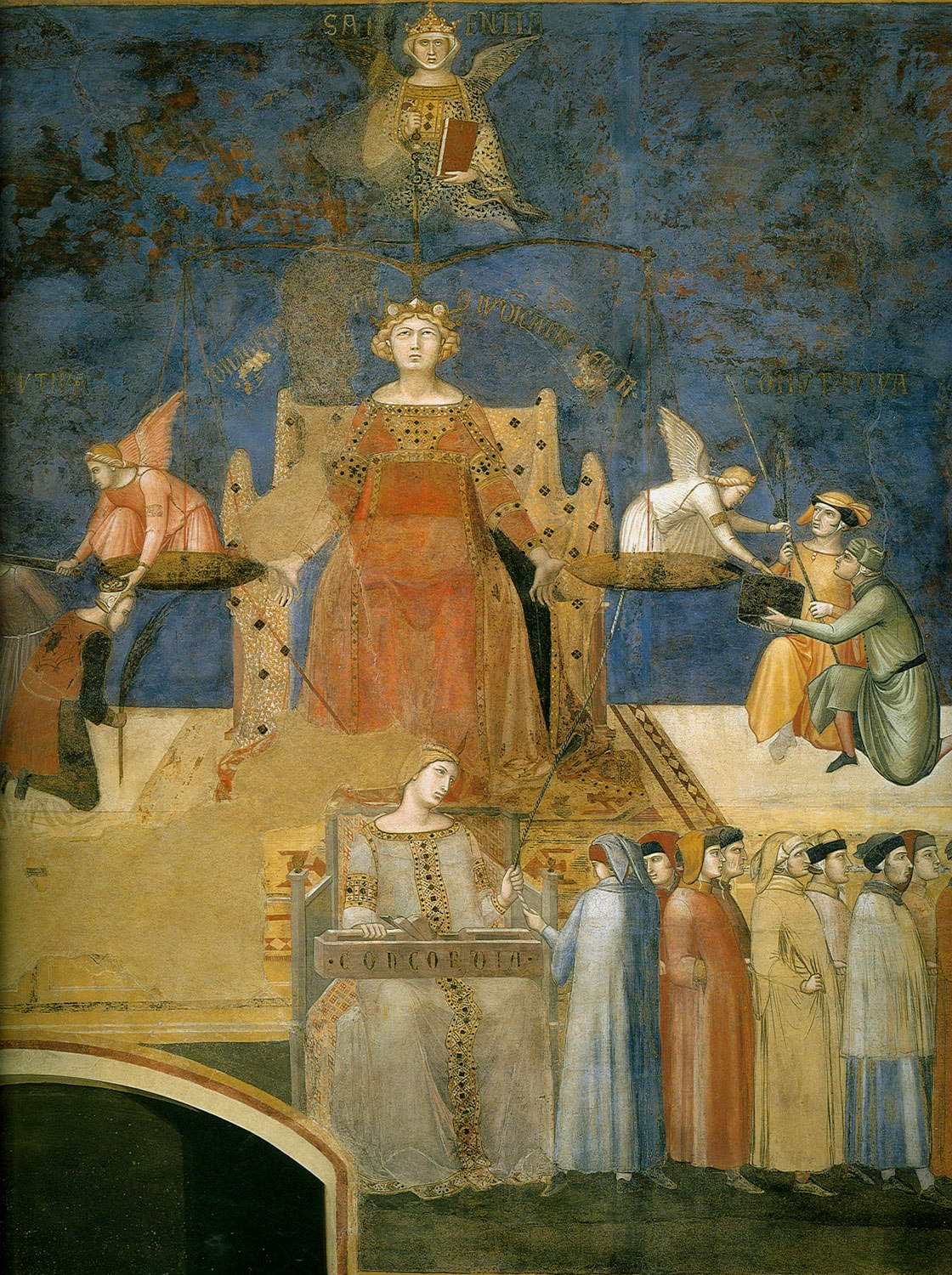
Buon governo (particolare), affresco di Ambrogio Lorenzetti (Palazzo Pubblico)

La scuola senese di pittura fiorì nella città toscana di Siena soprattutto tra il XIV e XVI secolo. A partire dall'esempio bizantino, si sviluppò accogliendo precocemente (rispetto alla vicina Firenze) spunti dal gotico francese che, uniti a un vivace cromatismo e a una fecondissima capacità narrativa (che non disdegnava di rappresentare affetti ed altri elementi della quotidianità), ne fecero una delle scuole pittoriche più originali d'Italia, apprezzata molto anche all'estero. 
Tra i suoi rappresentanti più importanti troviamo Duccio di Buoninsegna, che porterà diverse innovazioni nella scuola senese, ma soprattutto le cui opere prendono le mosse dall'esempio di Cimabue ma con risultati diversi dai maestri fiorentini coevi, il suo apprendista Simone Martini, Pietro e Ambrogio Lorenzetti, Bartolo di Fredi, Taddeo di Bartolo, Sano di Pietro, Stefano di Giovanni (il Sassetta), Giovanni di Paolo, Matteo di Giovanni, il Vecchietta e Francesco di Giorgio.
Nel XVI secolo ne fecero parte i manieristi Domenico di Pace Beccafumi e Giovanni Antonio Bazzi (il Sodoma).

## Duecento

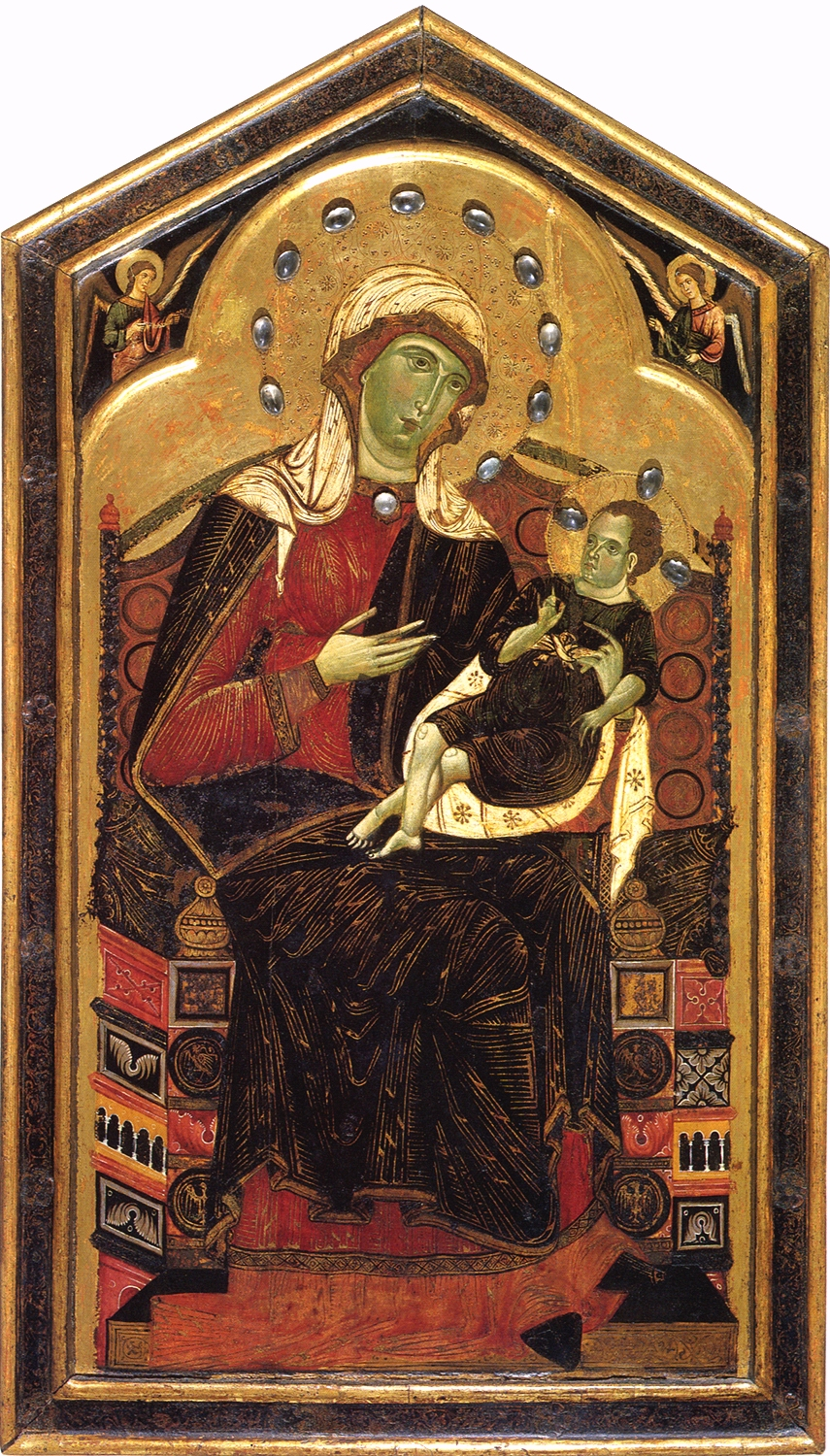
Madonna col Bambino, di Dietisalvi di Speme (Pinacoteca nazionale di Siena)

I primi dipinti conservati a Siena e nel territorio risalgono al periodo tra la fine del XII secolo e gli inizi del XIII. Opere come le croci dipinte di San Giovanni d'Asso (museo di Pienza), del convento di Santa Chiara (pinacoteca nazionale di Siena) o dell'abbazia di Sant'Antimo (museo di Montalcino) mostrano un forte sostrato romanico.
La prima opera sicuramente datata (1215) è un dossale con il Paliotto del Salvatore, dove si nota già l'innesto di una forte influenza bizantina. Allo stesso autore anonimo (Maestro di Tressa), è attribuita la Madonna dagli occhi grossi, in origine sull'altare maggiore del duomo (1220-1230).
Il passaggio a Siena del fiorentino Coppo di Marcovaldo, prigioniero di Montaperti nel 1261, porta in città un più forte influsso delle eleganze grafiche bizantine, con la sua Madonna del Bordone (chiesa dei Servi, tavola oggi alterata da una ridipintura trecentesca dei volti di Maria e Gesù), che venne ripresa da Guido da Siena, figura famosa come primo esponente della scuola senese sebbene in larga parte ancora avvolta dal mistero. Tale autore firmò la Maestà di San Domenico (chiesa di San Domenico, Siena) verosimilmente negli anni sessanta del Duecento, sebbene la data apposta sulla tavola, oggi ritenuta una nota prettamente simbolica, riporti il 1221: sulla base di tale data venne sostenuta a lungo la priorità della scuola senese su tutte le altre toscane e italiane.
Contemporanei di Guido furono Dietisalvi di Speme e Guido di Graziano, caratterizzati da un energico ed espressivo bizantinismo: quest'ultimo risentì dell'influenza di Cimabue per la ricchezza di tonalità dei colori e la fluidità delle linee; gli sono attribuiti i dipinti con San Pietro in trono e con San Francesco della Pinacoteca nazionale di Siena.
Le personalità pittoriche di questo periodo sono documentate anche nelle "biccherne", i dipinti commissionati dalle magistrature cittadine della Biccherna e della Gabella per decorare le coperte lignee dei libri contabili annuali.
In scultura si ebbe nel corso dello stesso secolo la realizzazione del pulpito del Duomo di Siena opera di Nicola Pisano (1266-1269), mentre il figlio, Giovanni Pisano venne incaricato della decorazione scultorea della facciata del duomo (1284-1297).
Dal manipolo di pittori attivi in città allo scorcio del secolo, scaturì dall'esempio cimabuesco la personalità ben più alta e complessa di Duccio di Buoninsegna. Tra le sue prime opere figurano la Madonna di Crevole (dall'eremo di Montespecchio, oggi nel Museo dell'Opera metropolitana del Duomo, 1280 circa) e la Madonna dei Francescani (Pinacoteca nazionale, 1290 circa)), nelle quali si avverte il progressivo inserimento di elementi della pittura gotica e di una maggiore spontaneità nei gesti del Bambino. Del 1288 è la vetrata circolare del Duomo, oggi nel Museo dell'Opera metropolitana, della quale Duccio fornì il disegno e sulla quale intervenne poi a pennello.

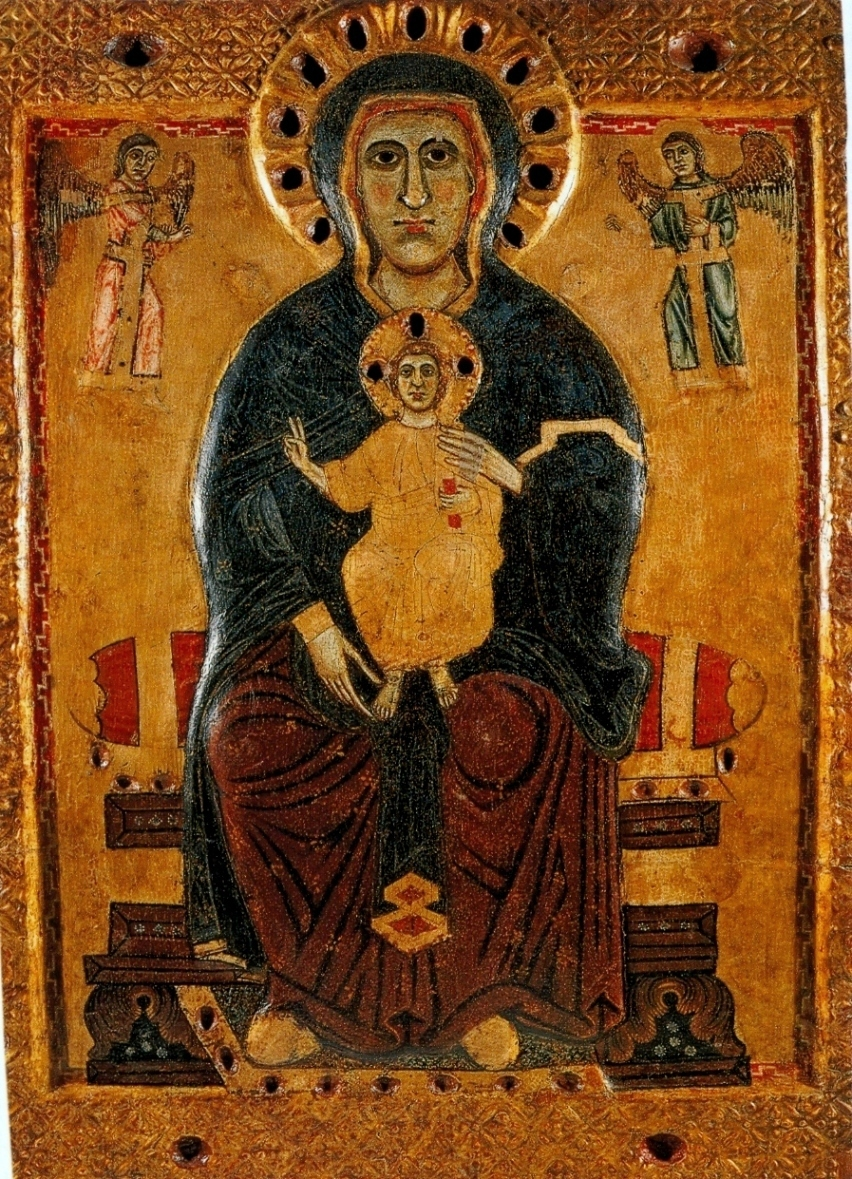
Madonna dagli occhi grossi del Maestro di Tressa
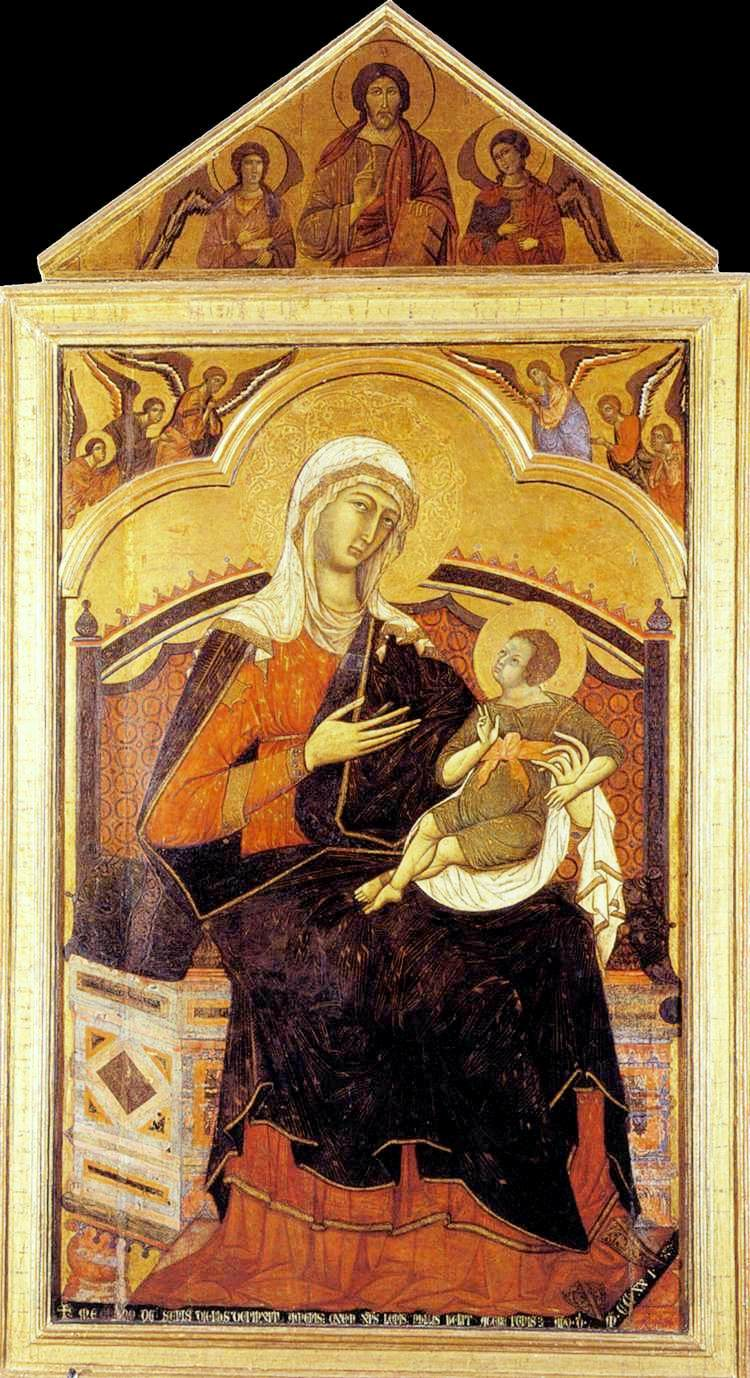
Maestà di San Domenico, di Guido da Siena
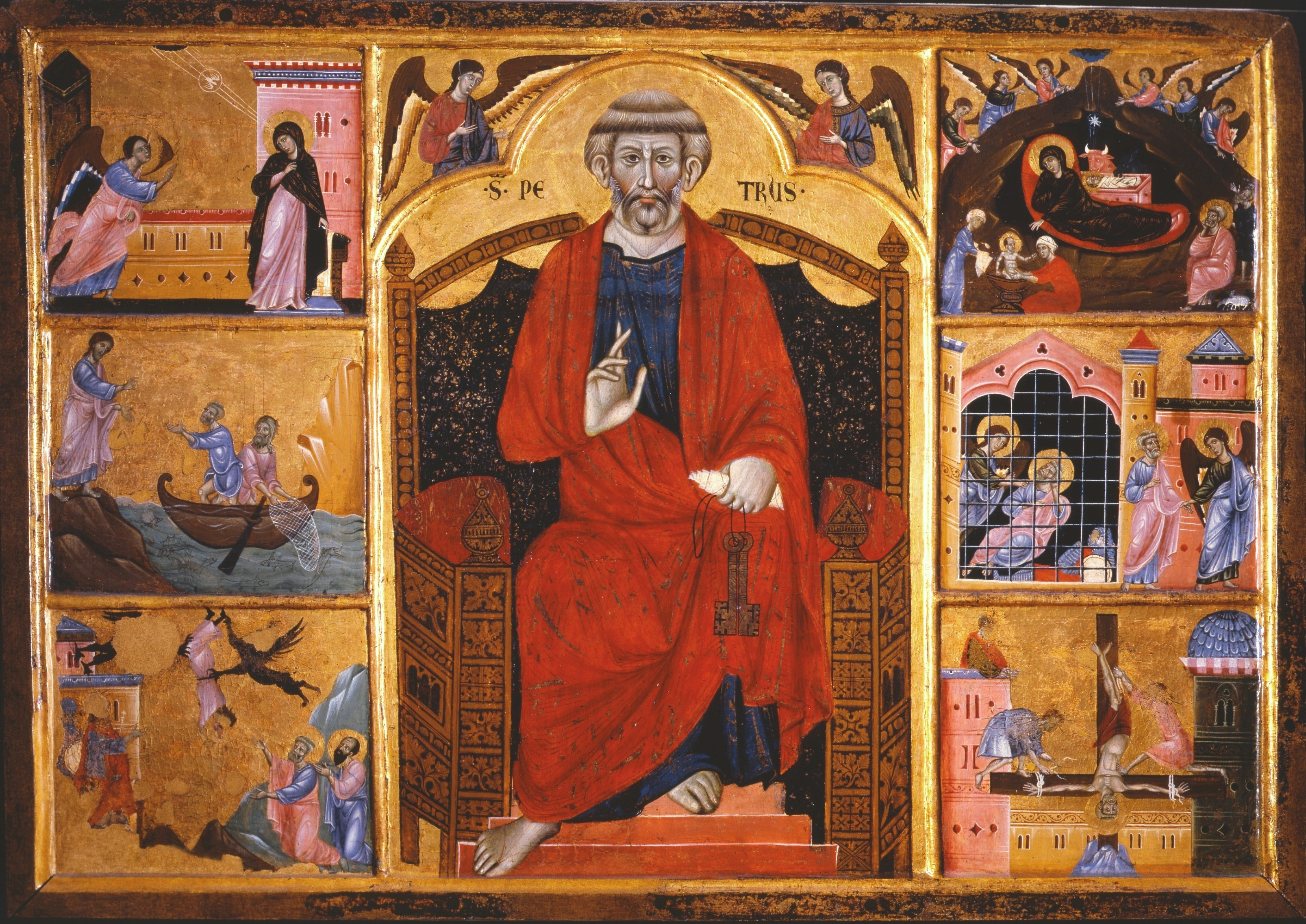
Dossale di san Pietro, di Guido di Graziano
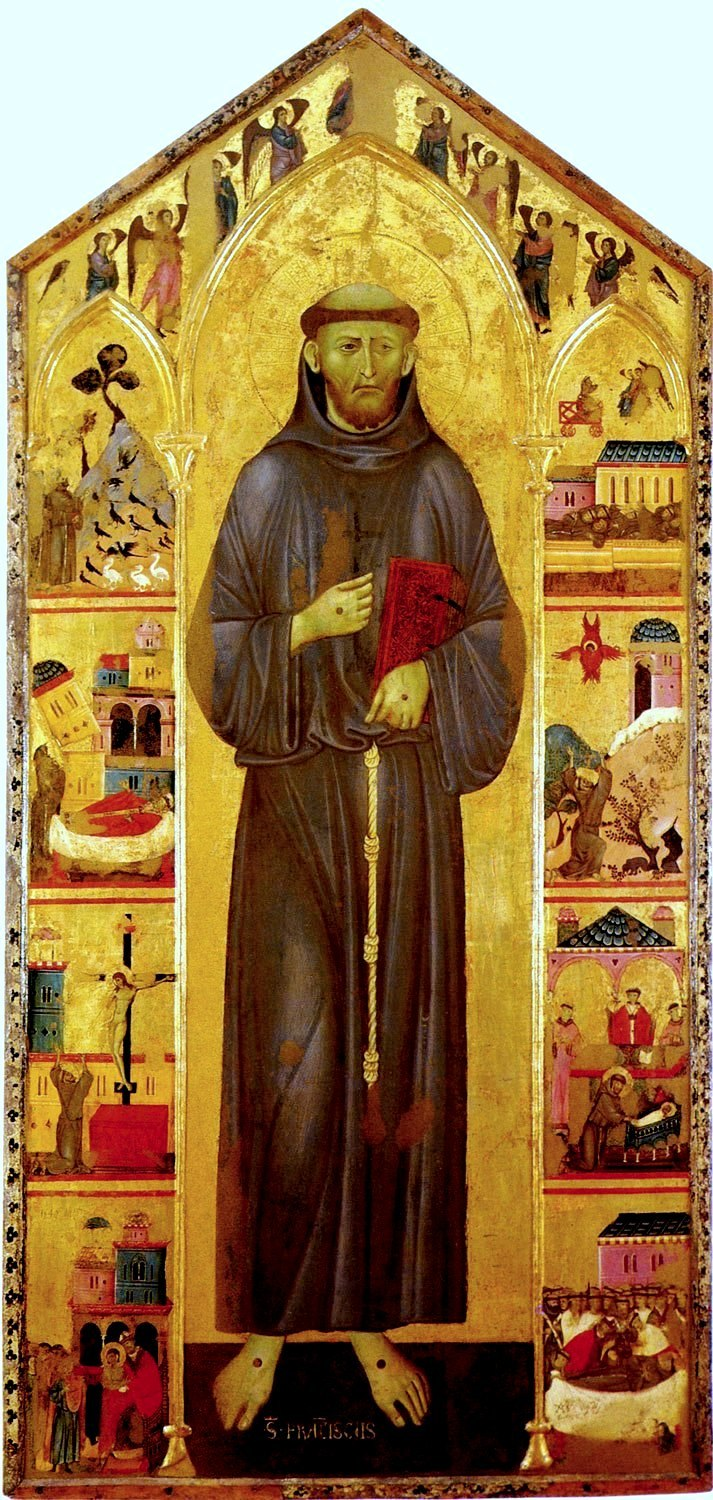
San Francesco, di Guido di Graziano
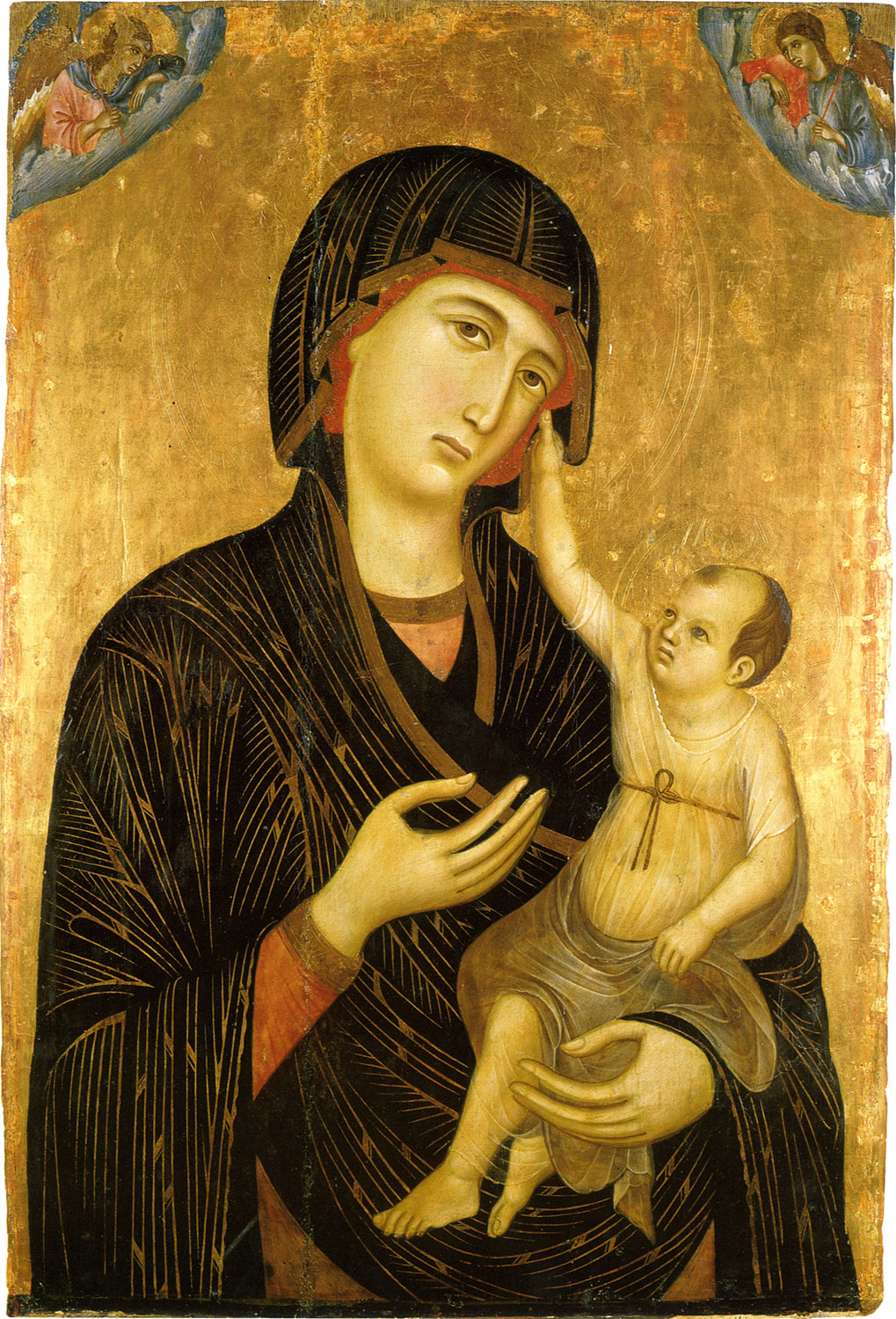
Madonna di Crevole di Duccio di Buoninsegna
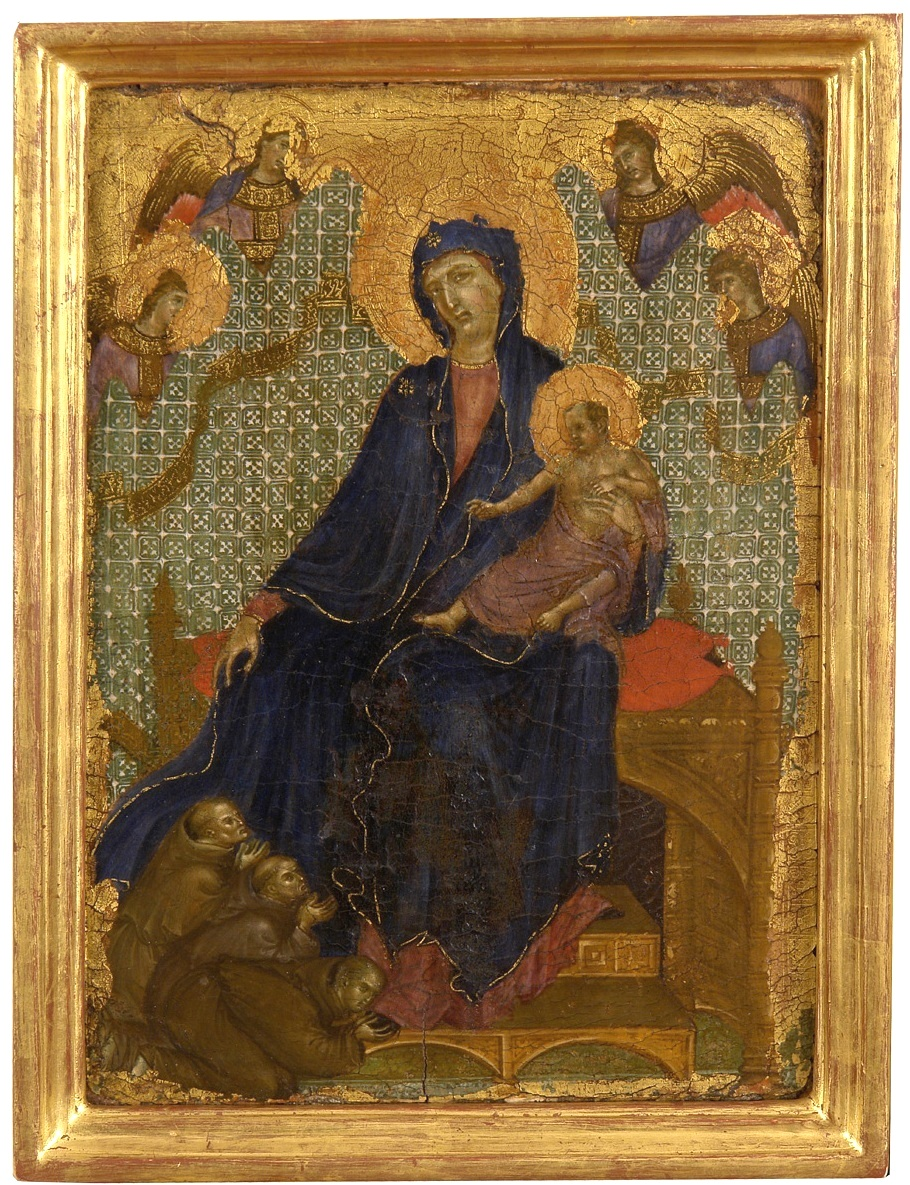
Madonna dei Francescani di Duccio da Buoninsegna
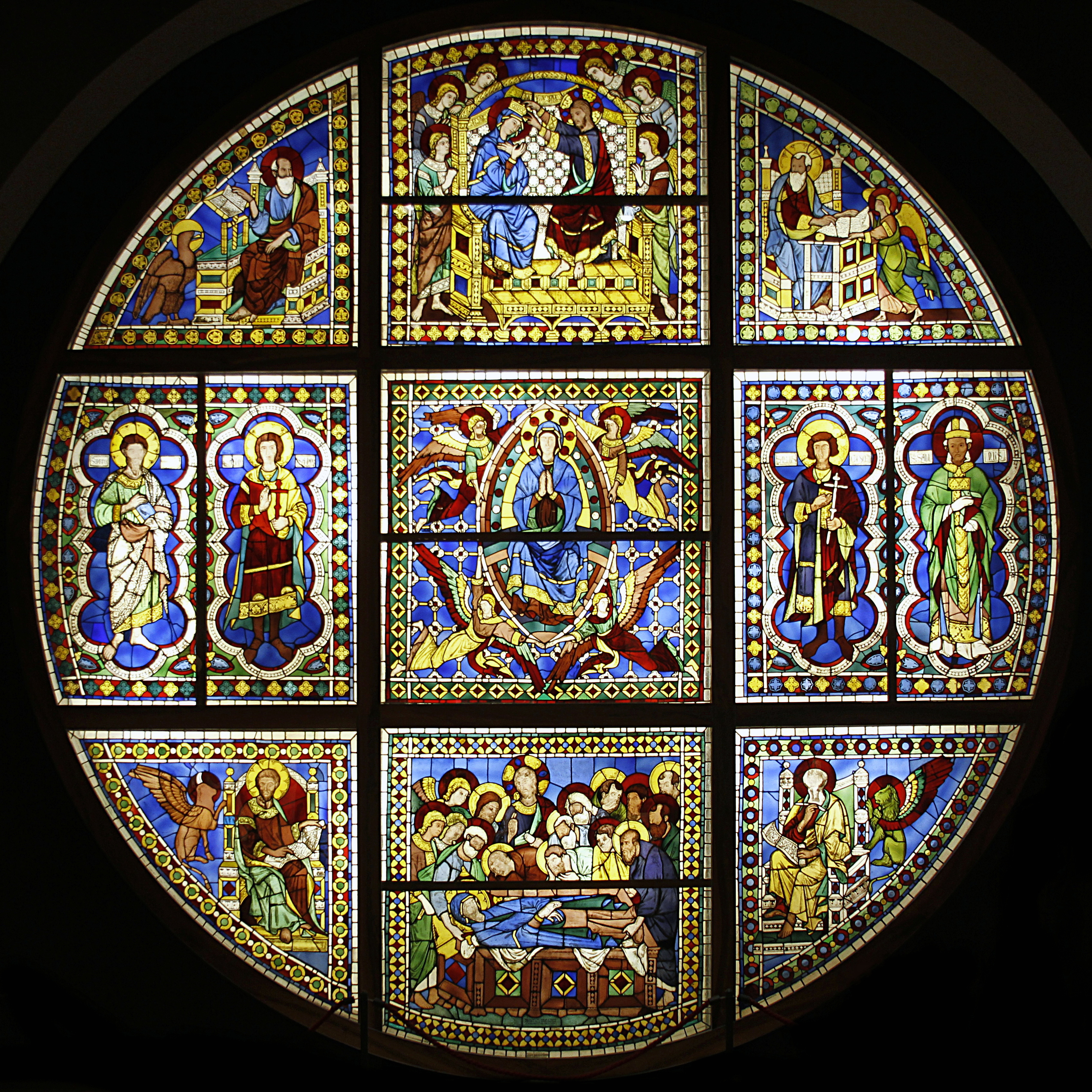
Vetrata del Duomo di Siena di Duccio di Buoninsegna

## Prima metà del Trecento

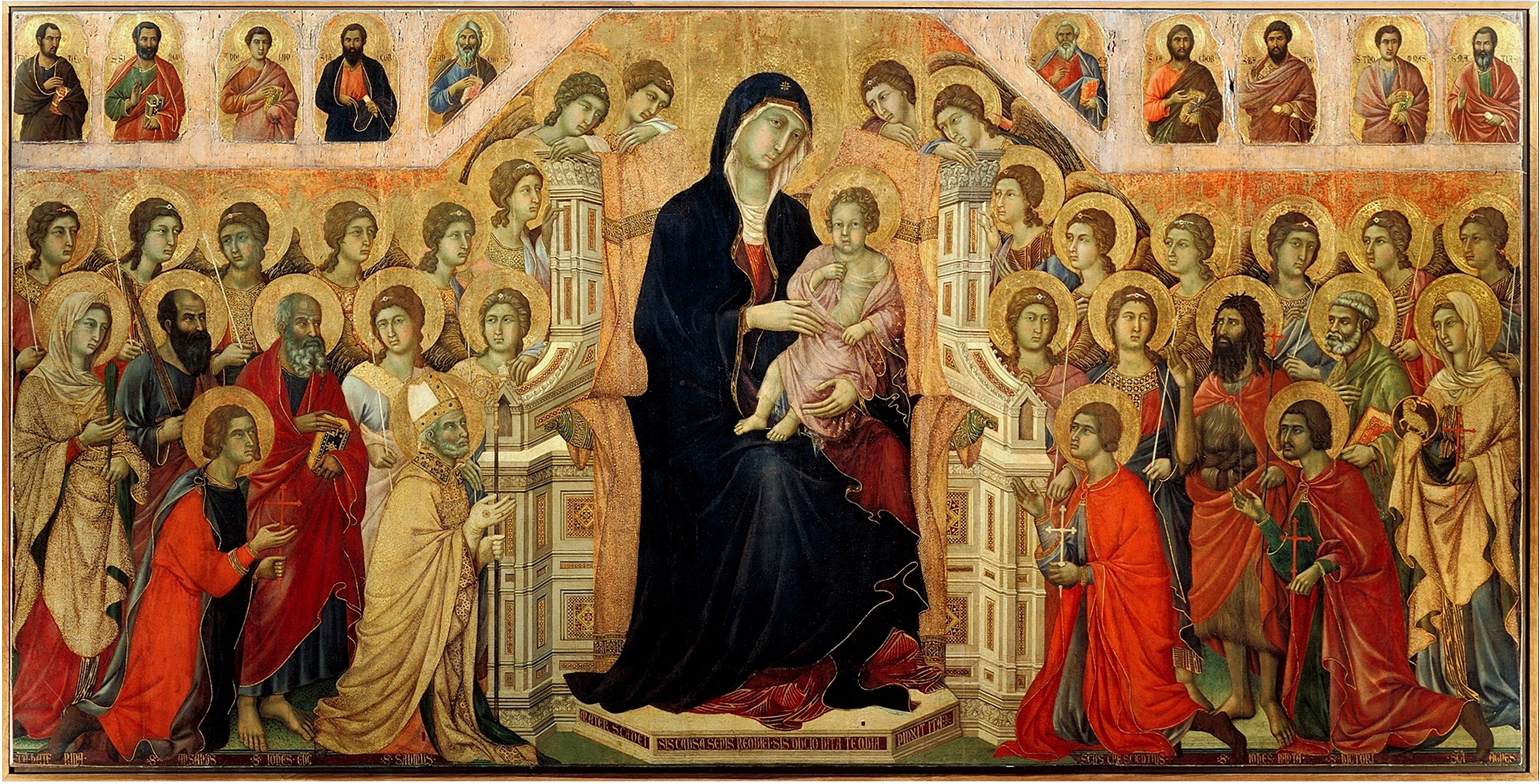
Maestà del Duomo, di Duccio di Buoninsegna (Museo dell'Opera metropolitana del Duomo)

Duccio di Buoninsegna realizzò tra il 1308 e il 1311 la pala d'altare della Maestà del Duomo, conservata nel Museo dell'Opera metropolitana del Duomo, con predella e coronamento e decorata anche sul retro con scene della Passione di Cristo. Allo stesso autore è attribuito da alcuni anche l'affresco con Resa del castello di Giuncarico del Palazzo Pubblico. La sua arte era caratterizzata dalla fusione di diverse tradizioni: la contemporanea pittura bizantina dei Paleologi, le figure monumentali di Cimabue, rese con le linee morbide ed eleganti e con la raffinata gamma cromatica della pittura gotica.
Seguaci di Duccio furono il nipote Segna di Bonaventura (Madonna con Bambino della chiesa dei Servi) e Ugolino di Nerio (Vergine dolente e Crocifissione nella Pinacoteca nazionale).

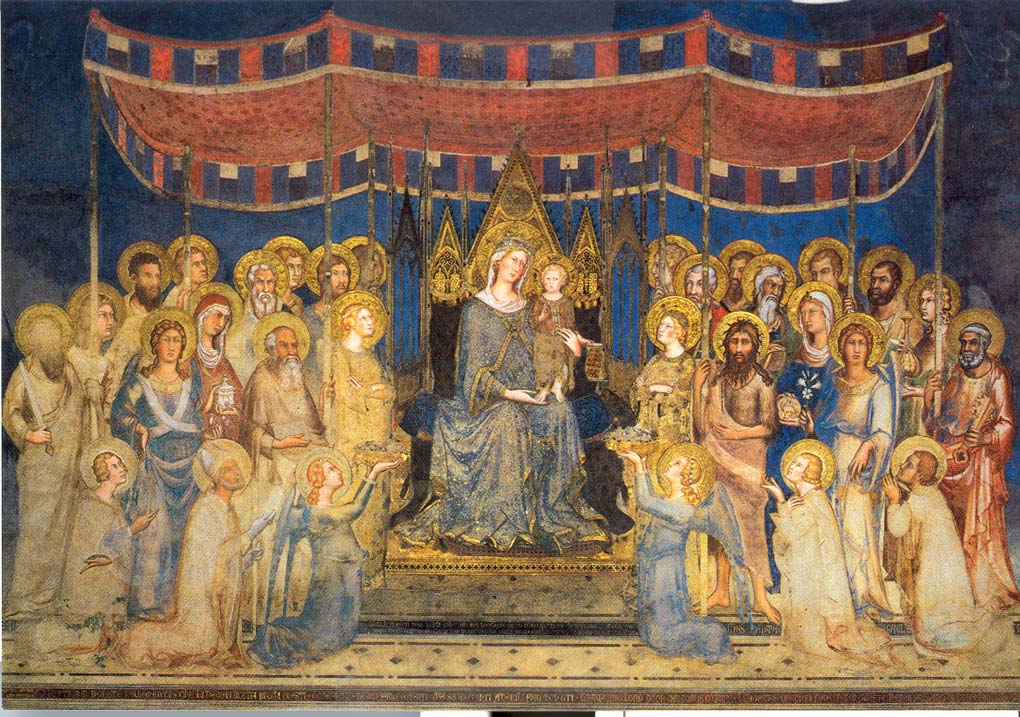
Maestà del Palazzo Pubblico di Simone Martini (Palazzo Pubblico)

La Maestà del Palazzo Pubblico, affresco nella "sala del Mappamondo" del Palazzo Pubblico, venne eseguita da Simone Martini che fu probabilmente allievo di Duccio, tra il 1312 e il 1315. La Maestà di Simone Martini è più vicina al gusto gotico, già acquisito dagli orafi senesi, e tiene conto delle novità giottesche nella rappresentazione dello spazio, la cui profondità è resa mediante la raffigurazione prospettica del baldacchino e dalla disposizione delle figure intorno al trono. A Simone Martini è ancora attribuita la Madonna con Bambino da Lucignano d'Arbia e la tavola con il Beato Agostino Novello, entrambi nella Pinacoteca nazionale. Nel 1328, tornato a Siena, Simone Martini eseguì un altro affresco nella "sala del Mappamondo", Guidoriccio da Fogliano all'assedio di Montemassi. Nel 1333 firmò insieme al cognato Lippo Memmi (autore anche della Madonna del Popolo nella chiesa dei Servi) l'Annunciazione tra i santi Ansano e Massima per l'altare di sant'Ansano nel duomo, oggi agli Uffizi.
A Pietro Lorenzetti, anch'egli della scuola duccesca e sensibile alle novità giottesche, si deve la Pala del Carmine della Pinacoteca nazionale (1329), pala d'altare raffigurante la Madonna con Bambino e santi, caratterizzata come altre sue opere dai gesti spontanei e dai colloqui di sguardi delle figure sacre. Insieme al fratello Ambrogio eseguì nel 1335 gli affreschi sulla facciata dell'ospedale di Santa Maria della Scala, perduti nel Settecento. Del ciclo di affreschi della sala capitolare della chiesa di San Francesco (1336-1337) restano, oggi staccati, la Crocifissione, conservata in una cappella della chiesa, e il Cristo risorto, nel Museo diocesano. Dello stesso periodo l'affresco mutilo della chiesa di San Domenico con un cavaliere presentato alla Vergine da san Giovanni Battista. Nel 1342 era terminata la pala d'altare con la Natività della Vergine per l'altare di San Savino nel Duomo, oggi nel Museo dell'Opera metropolitana del Duomo.
Al fratello di Pietro, Ambrogio Lorenzetti, si devono gli affreschi dell'Allegoria del Buon governo e del Cattivo governo, nella "sala della Pace" del Palazzo Pubblico (1337-1339 e ancora la Madonna del Latte nel Museo diocesano, affreschi con scene dalla Vita di San Francesco nella chiesa del santo, e la Maestà di Sant'Agostino, lunetta affrescata nella chiesa di Sant'Agostino. La sua Annunciazione, oggi agli Uffizi, mostra precoci ricerche spaziali (mattonelle del pavimento) e figure con volumi pacati e gravi.

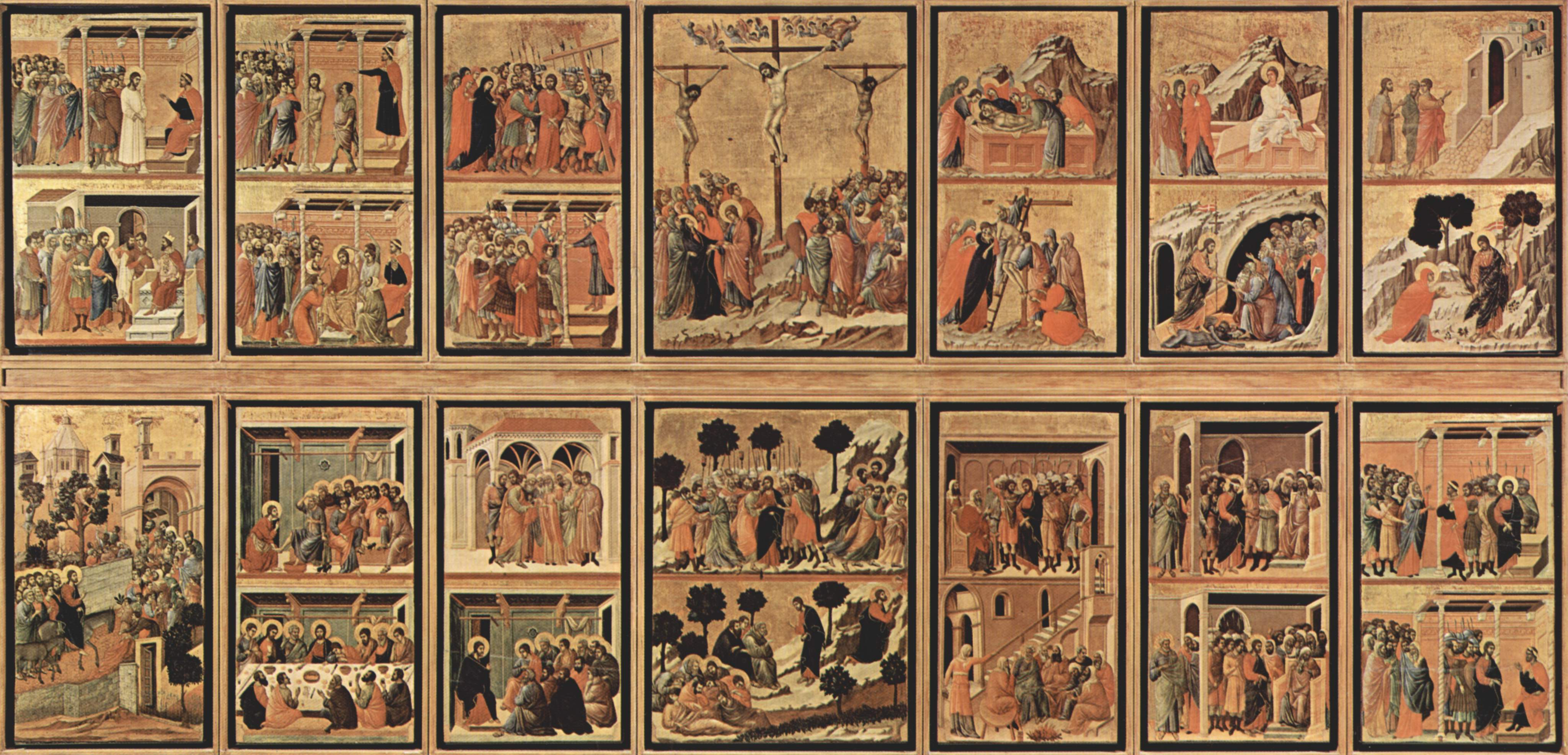
Retro della Maestà del Duomo con scene dalla Passione di Cristo, di Duccio di Buoninsegna (Museo dell'Opera metropolitana del Duomo)
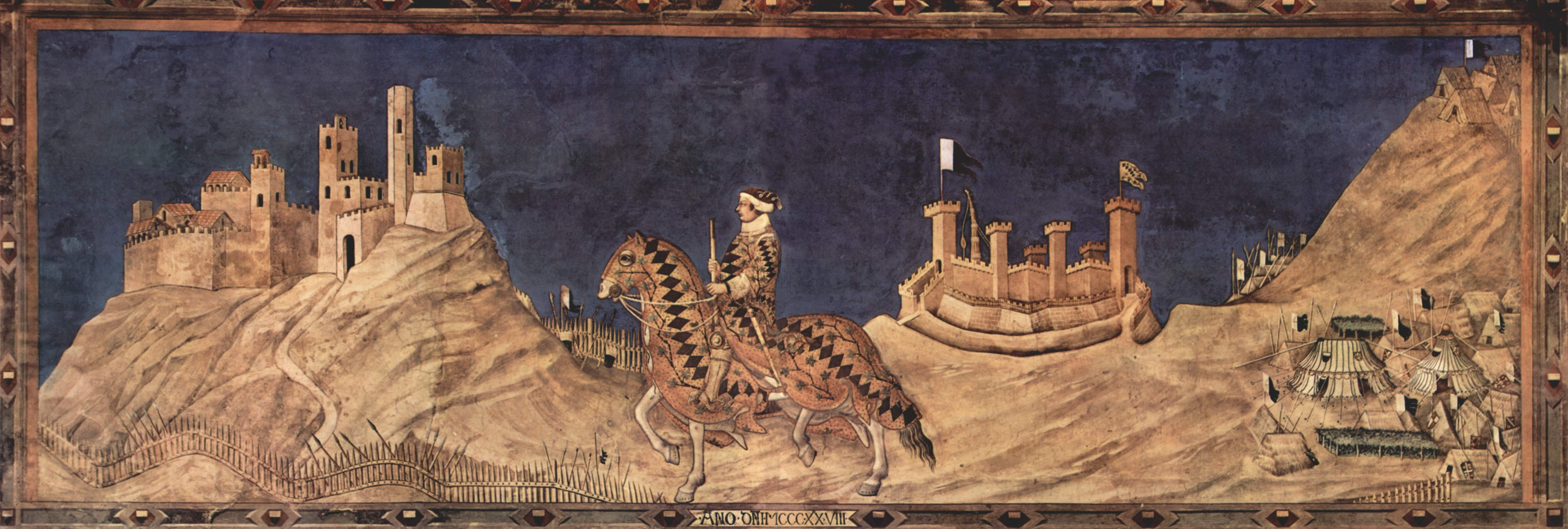
Guidoriccio da Fogliano all'assedio di Montemassi di Simone Martini (Palazzo Pubblico)
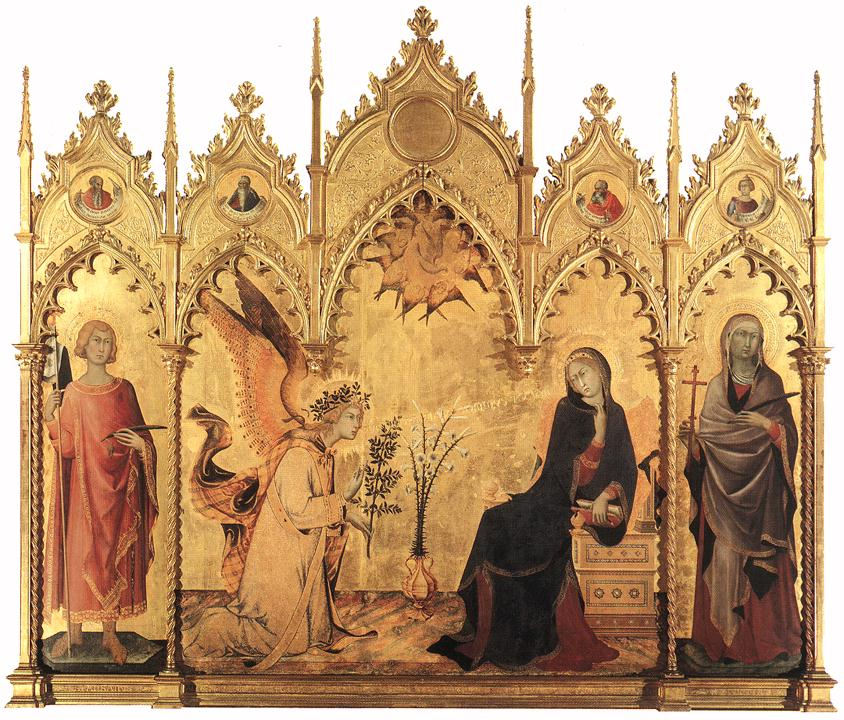
Annunciazione tra i santi Ansano e Margherita di Simone Martini (Uffizi)
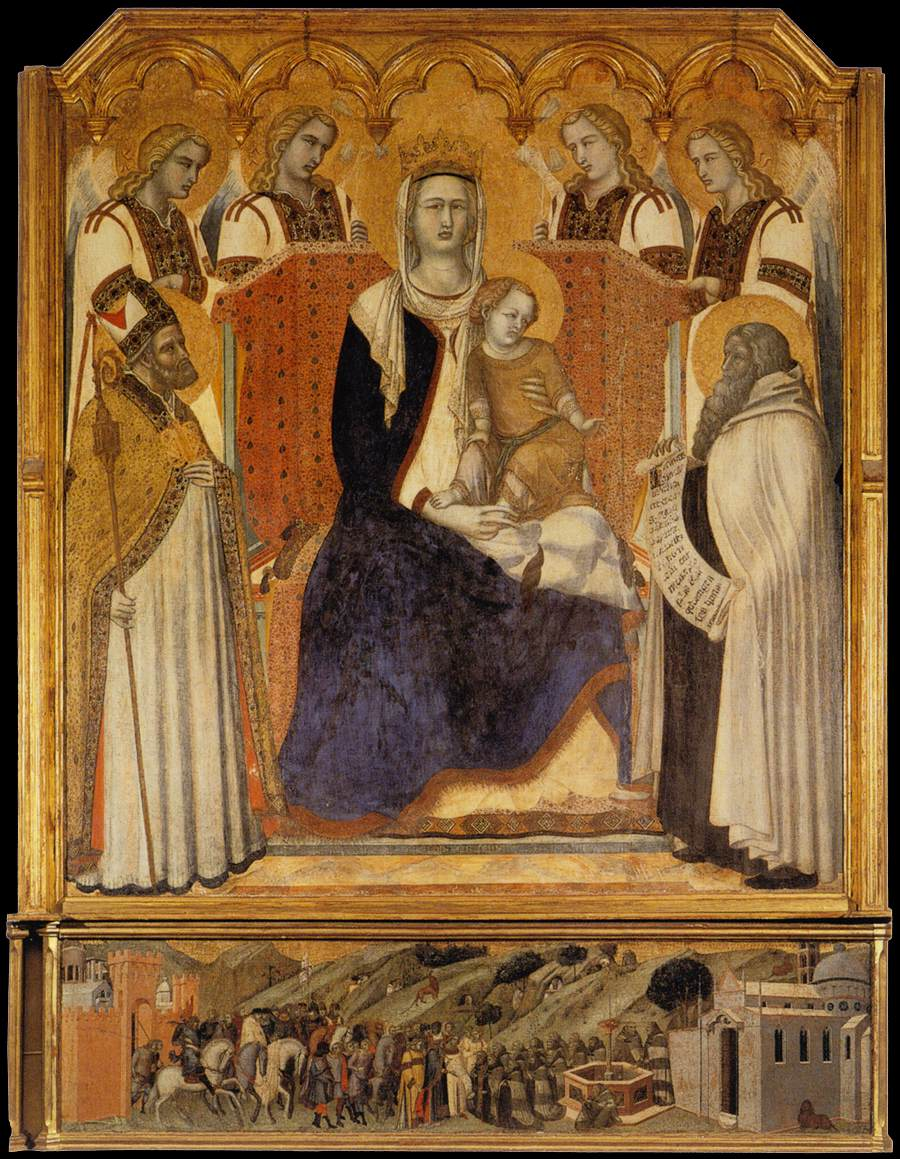
Pala del Carmine, di Pietro Lorenzetti (Pinacoteca nazionale)
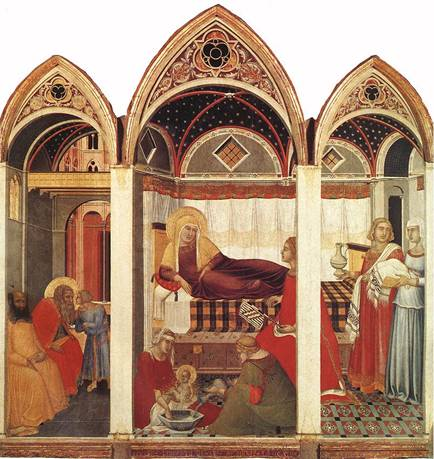
Natività della Vergine di Pietro Lorenzetti (Museo dell'Opera metropolitana del Duomo)
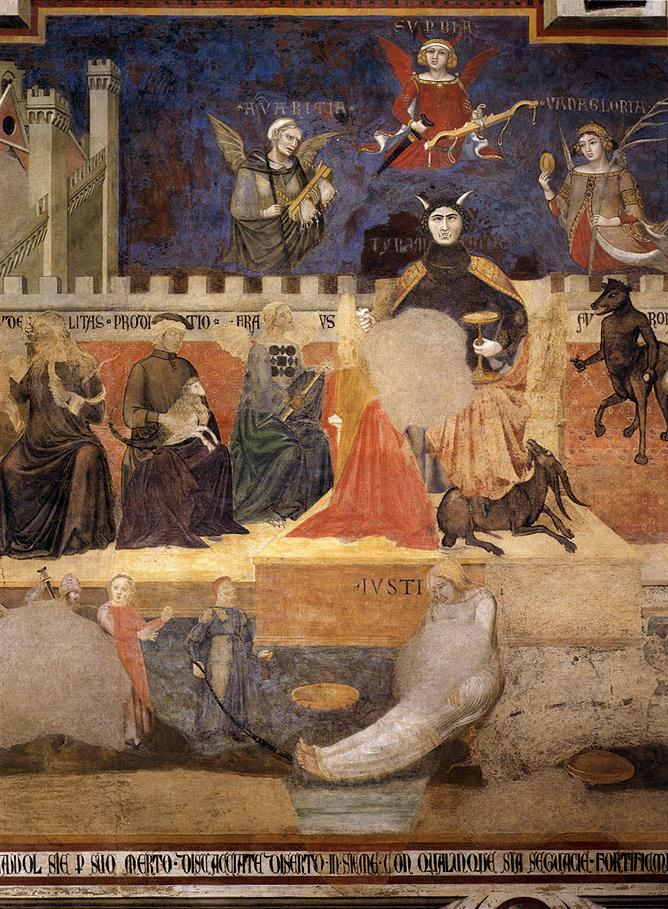
Cattivo governo (particolare), affresco di Ambrogio Lorenzetti (Palazzo Pubblico)
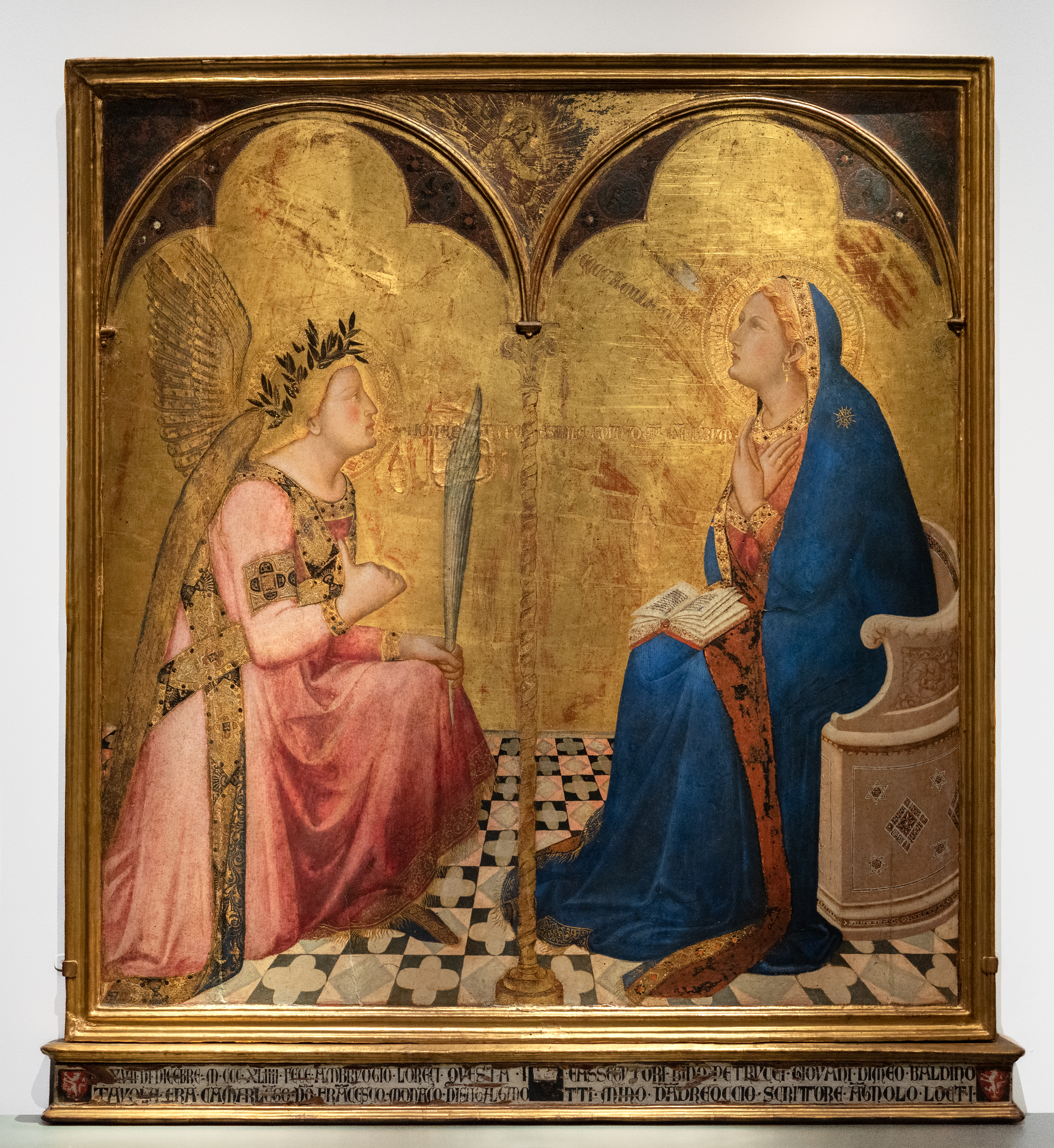
Annunciazione di Ambrogio Lorenzetti (Uffizi)

Negli stessi anni la scultura con Tino da Camaino, Goro di Gregorio e Giovanni d'Agostino mostra la volontà di procedere sulla stessa strada della pittura gotica di Simone Martini, con atteggiamenti sinuosi ed eleganti e ritmo sciolto dei panneggi.

## Seconda metà del Trecento

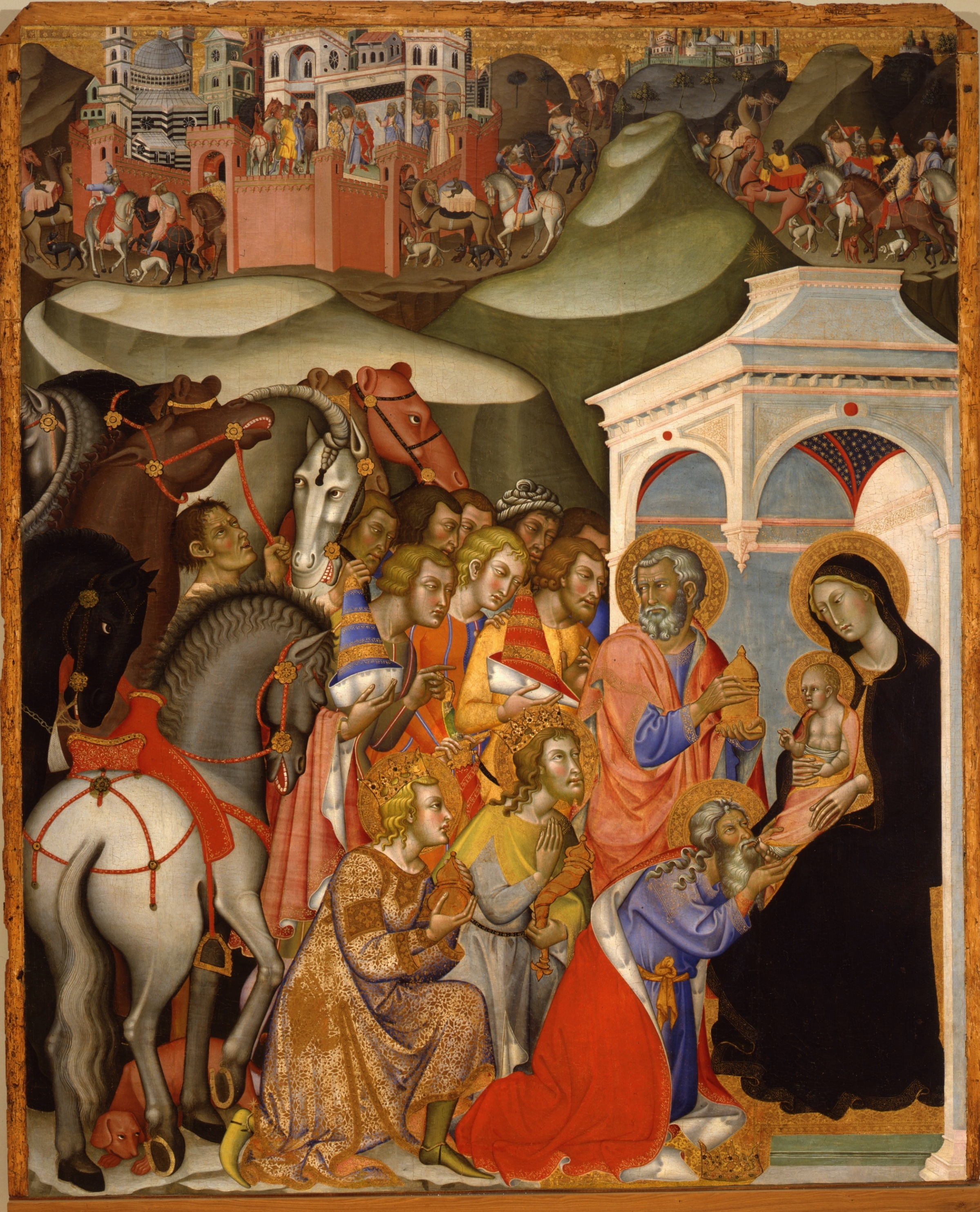
Adorazione dei Magi, di Bartolo di Fredi (Pinacoteca nazionale)

Nella seconda metà del Trecento si susseguirono diversi pittori che elaborarono i modelli di Simone Martini e dei Lorenzetti, come il miniatore Niccolò di ser Sozzo (Assunta del Caleffo bianco, nell'Archivio di Stato) o Luca di Tommè (polittico di Sant'Anna Metterza), che firmarono insieme il polittico con Madonna con Bambino tra i santi Giovanni Battista, Tommaso, Benedetto e Stefano, datato al 1362.
A Bartolomeo Bulgarini (per la critica forse coincidente con Ugolino Lorenzetti e con il Maestro d'Ovile) è attribuita una Assunta della Pinacoteca nazionale, rivestita d'oro, a Lippo Vanni, miniatore e pittore, si devono l'affresco monocromo della Battaglia della Val di Chiana, nella "sala del Mappamondo" del Palazzo Pubblico, e il ciclo di Storie della Vergine affrescato nella chiesa di San Leonardo al Lago.
Di poco successivo è Bartolo di Fredi (Adorazione dei Magi, nella Pinacoteca nazionale, che dispiega un vivace tono narrativo e il gusto per la descrizione dei particolari lussuosi), che tenne bottega insieme ad Andrea di Vanni, quest'ultimo partecipe di un vero e proprio revival dei modi di Simone Martini (affresco Santa Caterina e devota nella chiesa di San Domenico, del 1390), a cui partecipò anche Jacopo di Mino del Pellicciaio (Incoronazione di santa Caterina d'Alessandria, nella Pinacoteca nazionale), mentre Paolo di Giovanni Fei fondeva la spazialità di Pietro Lorenzetti con l'eleganza dei gesti di Simone Martini (Natività della Vergine della Pinacoteca nazionale).
A cavallo tra la fine del XIV e gli inizi del XV secolo Taddeo di Bartolo è autore di una Annunciazione del 1409, che riprende in parte quella celebre di Simone Martini, distendendola in forme più ampie e pacate e con un sapiente equilibrio cromatico e negli stessi anni affresca la "cappella dei Nove" nel Palazzo Pubblico, dove sono raffigurati con precoce spirito umanistico uomini famosi dell'antichità con cartigli in latino, presi come esempi di buon governo. Negli stessi anni la "sala di Balia", sempre del Palazzo Pubblico, venne affrescata dal forestiero Spinello Aretino insieme al figlio Parri, con Storie di papa Alessandro III, senese, mentre la volta venne affrescata con figure di santi da Martino di Bartolomeo.

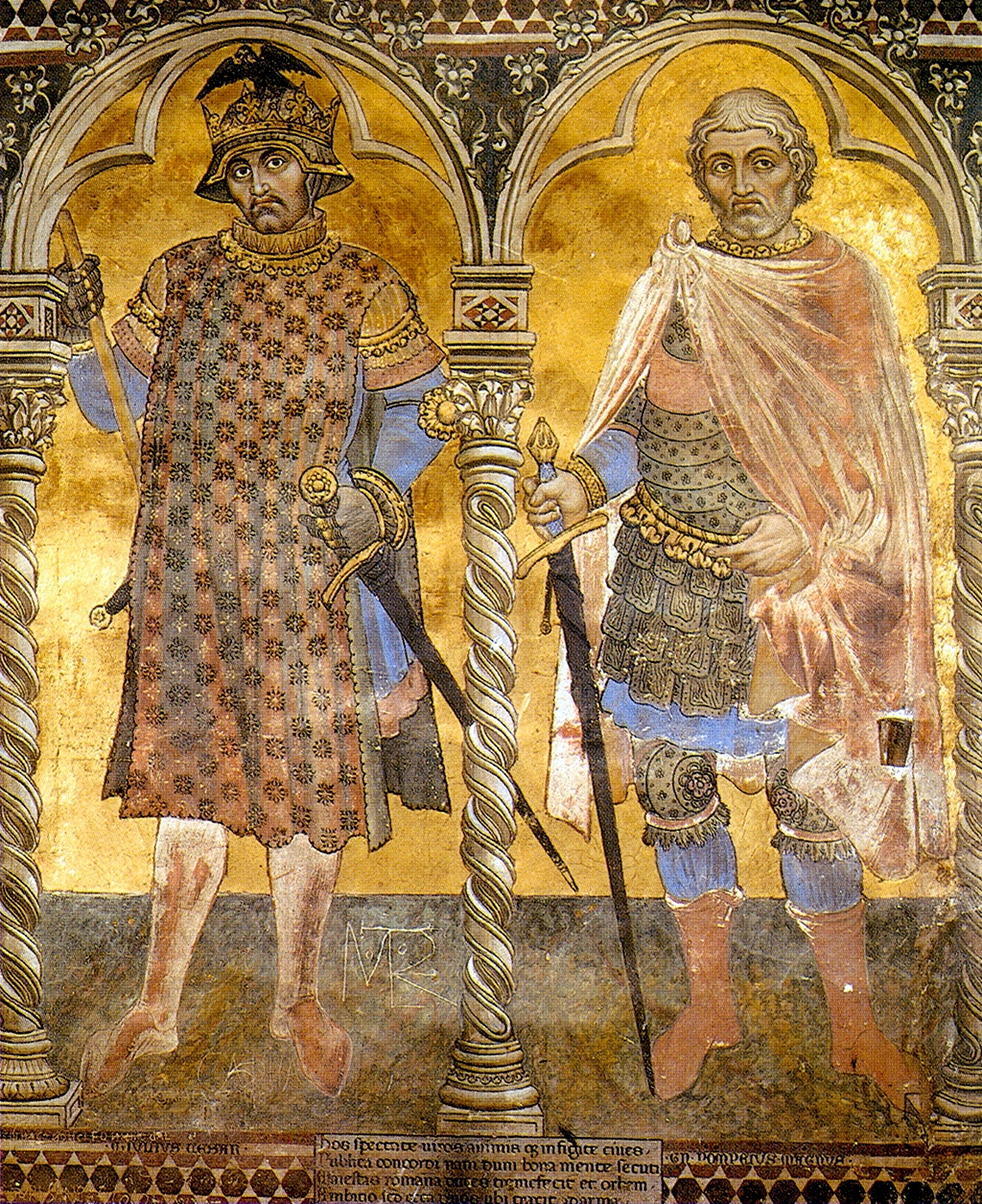
Affresco di Taddeo di Bartolo con Cesare e Pompeo ("Cappella dei Nove" nel Palazzo Pubblico)
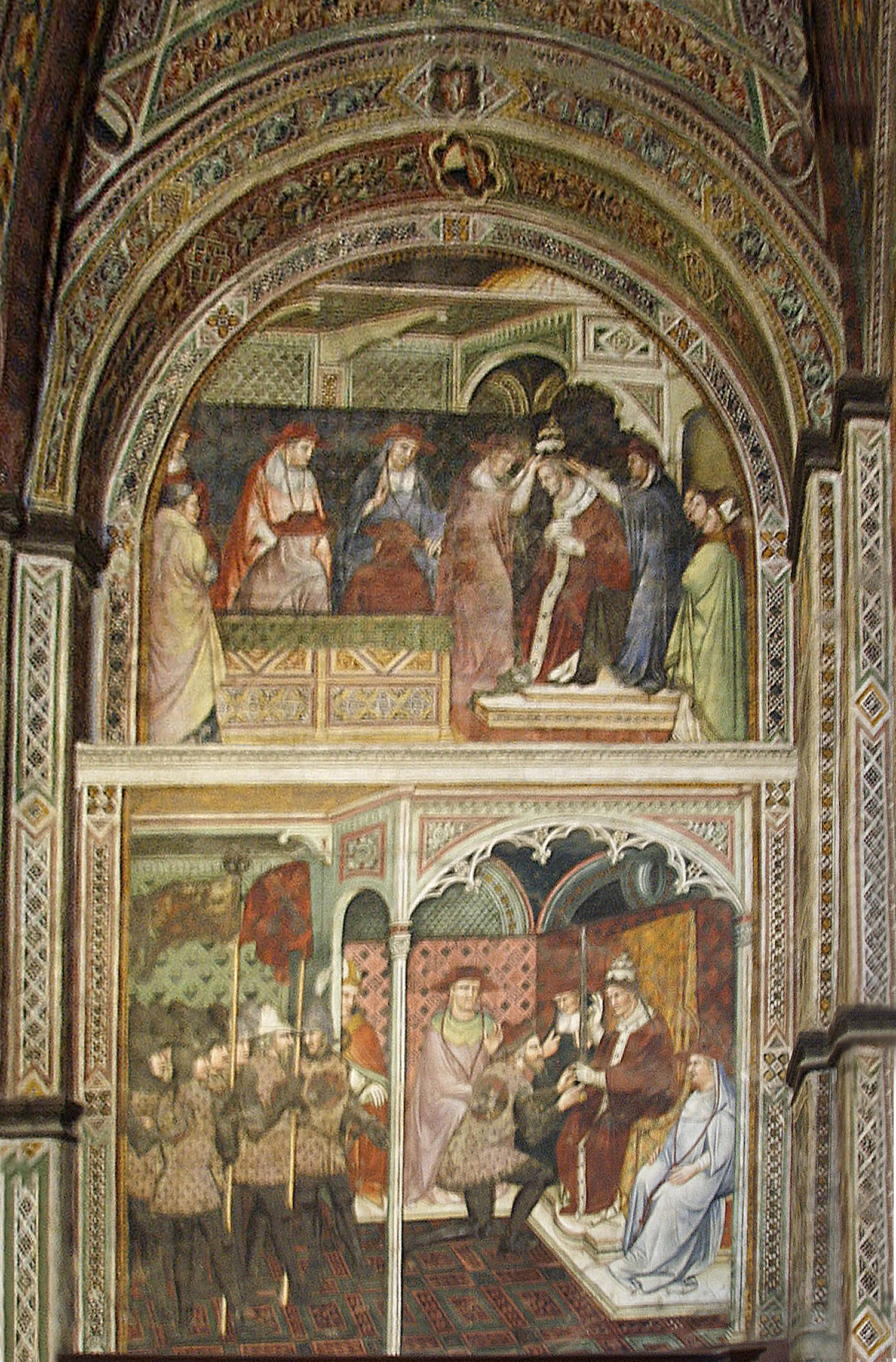
Affreschi con Storie di papa Alessandro III nella "sala del Mappamondo del Palazzo Pubblico, di Spinello Aretino.

Nella seconda metà del secolo la scultura abbandonò la lezione dei maestri del periodo precedente per tornare ai modelli di Nicola e Giovanni Pisano: tra gli scultori senesi ci fu anche Piero d'Angelo, padre di Jacopo della Quercia.

## Quattrocento

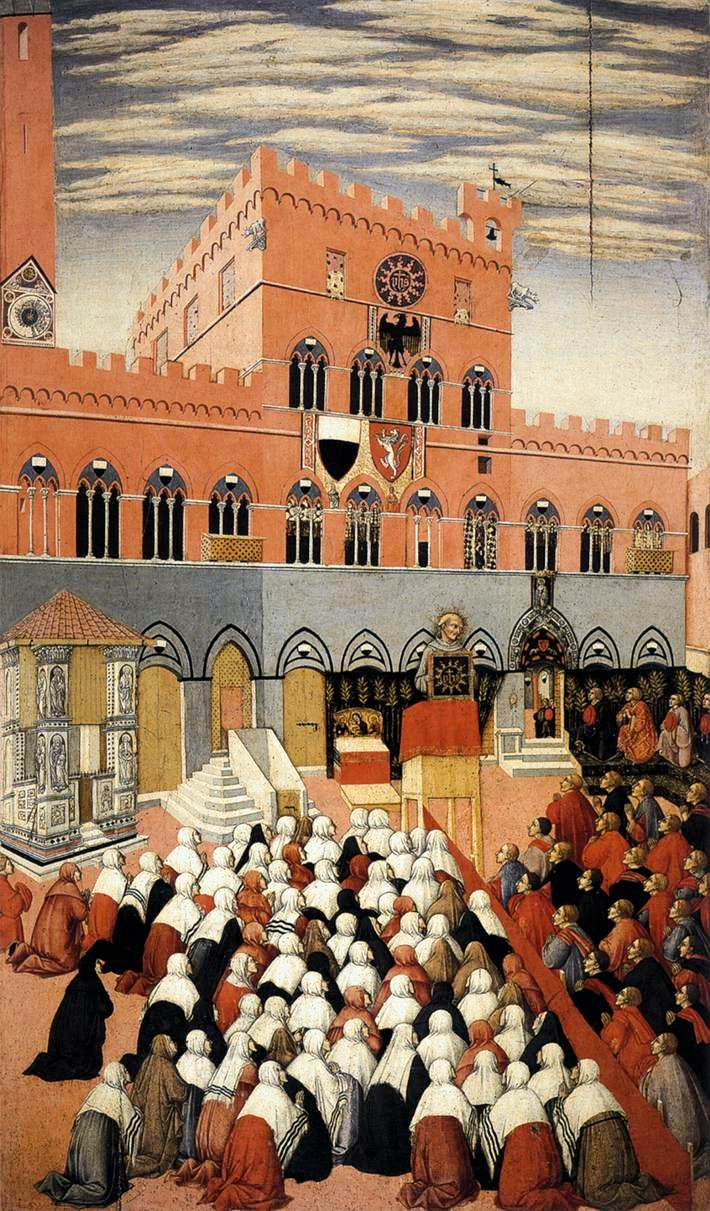
Predica di san Bernardino in piazza del Campo di Sano di Pietro (Museo dell'Opera metropolitana del Duomo)

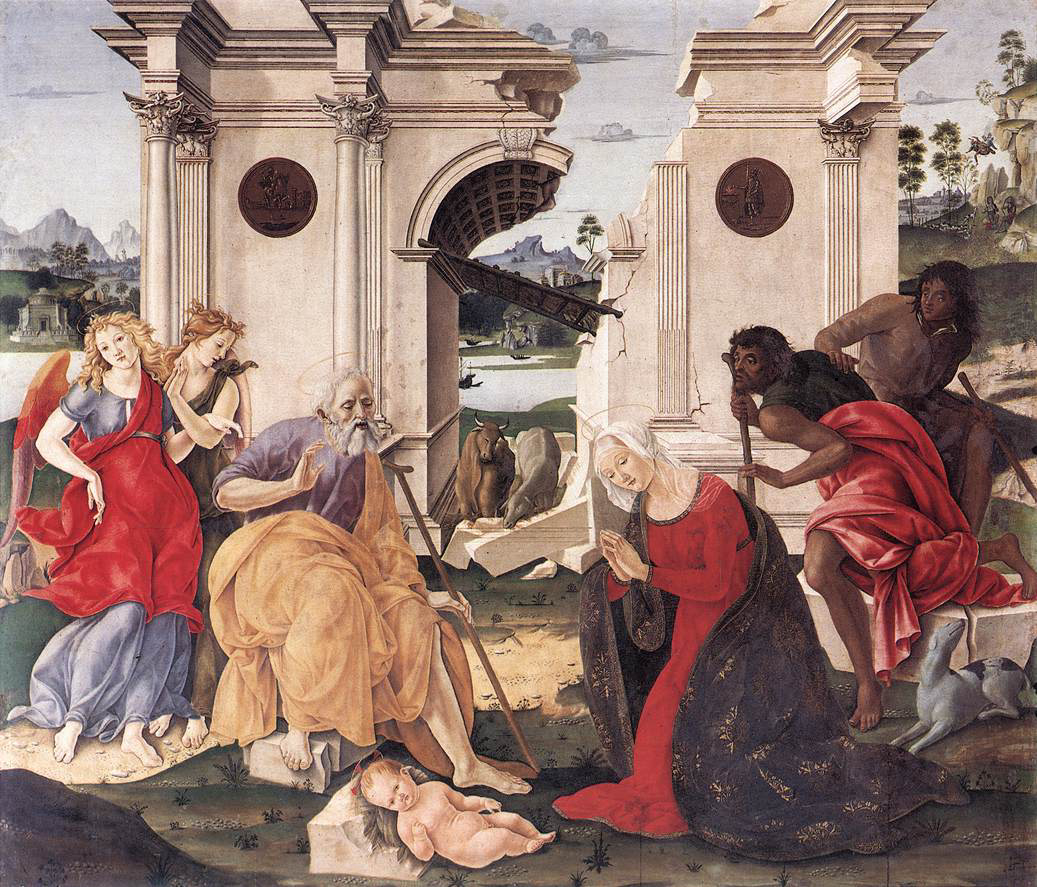
Francesco di Giorgio, Adorazione del Bambino (1480-1485), San Domenico, Siena

Nel XV secolo la pittura senese seguì la propria tradizione, accogliendo solo superficialmente l'impostazione prospettica e i nuovi schemi compositivi provenienti da Firenze: i modelli restarono l'Annunciazione di Simone Martini e l'affresco del Buon governo di Ambrogio Lorenzetti. Ne nacquero opere di estrema eleganza, in bilico tra gotico e rinascimento, rispondenti a una società cristallizzata che non smetteva di rimpiangere il suo glorioso passato.
Stefano di Giovanni, detto il Sassetta, formatosi a Siena, aveva recepito gli interessi per la prospettiva dei Lorenzetti, approfonditi per la conoscenza della contemporanea pittura fiorentina, e contemporaneamente fu influenzato dallo stile gotico internazionale di Gentile da Fabriano. Nel 1423 eseguì la Pala della Lana, pala d'altare per la corporazione omonima oggi dispersa tra vari musei, nel 1432 la Madonna della Neve per il Duomo, oggi agli Uffizi. Alcuni tavolette, da dipinti più ampi dispersi, si conservano nella collezione Chigi Saracini.
Il Maestro dell'Osservanza, ormai identificabile con Sano di Pietro agli inizi della carriera e fortemente influenzato dal Sassetta, prende il nome da una Madonna con Bambino e i santi Ambrogio e Gerolamo dalla basilica dell'Osservanza. La prima opera altrimenti nota di Sano di Pietro è il Polittico dei Gesuati nella Pinacoteca nazionale, datata al 1444, dove ripete stilemi e composizioni già consolidate. La sua vena narrativa si esplica nei piccoli formati delle predelle e nelle scene di cronaca cittadina (Predica di san Bernardino in piazza del Campo e Predica di san Bernardino in piazza San Francesco).
Giovanni di Paolo è influenzato dalla pittura tardo gotica lombarda e fiamminga, visibile nell'importanza data al paesaggio, irreale, che domina lo sfondo, con attenta definizione dei particolari anche a grande distanza (Madonna dell'Umiltà del 1435, nella Pinacoteca nazionale). Pietro di Giovanni d'Ambrogio fu invece più recettivo alle novità della pittura rinascimentale fiorentina e produsse opere con novità iconografiche e compositive.
Le numerose immagini della Vergine dipinte da Matteo di Giovanni rivelano il perdurare della tradizione locale, nonostante l'attenzione per le ricerche anatomiche fiorentine. A lui si devono anche gli affreschi con la Strage degli Innocenti del Palazzo Pubblico, con composizione affollata ed esasperata espressione di sentimenti. Suoi allievi, che operarono negli ultimi anni del secolo, furono Guidoccio Cozzarelli e Pietro di Francesco Orioli (Visitazione alla Pinacoteca nazionale, che recepisce influssi da Domenico Ghirlandaio).
Domenico di Bartolo fu il primo pittore senese a produrre opere schiettamente rinascimentali come la Madonna dell'Umiltà del 1433, nella Pinacoteca nazionale, con lo scorcio delle gambe e del cartiglio e i volti degli angeli musicanti che riprendono modelli di Filippo Lippi. Negli anni tra il 1441 e il 1444 dipinse per il "Pellegrinaio" dell'ospedale di Santa Maria della Scala un ciclo di affreschi sulla storia dell'istituzione e le sue attività quotidiane. A Lorenzo di Pietro, detto il Vecchietta si deve nello stesso ciclo il Sogno della madre del beato Sorore e, negli anni tra il 1446 e il 1449, gli affreschi della "Sagrestia vecchia" dello stesso complesso. Il Vecchietta si era formato a Firenze e aveva lavorato con Masolino da Panicale e giunto a Siena immise le novità fiorentine nella tradizione locale. A lui si devono numerose opere: l'Arliquiera dell'Ospedale (armadio dipinto per la conservazione delle reliquie), con figure di santi e scene della Passione di Cristo inquadrate in ambienti resi in prospettiva, l'affresco con la Pietà dalla chiesa di San Francesco nel Museo diocesano, gli affreschi del battistero del duomo (1450-1453), aggiornati alle novità fiorentine nell'inquadramento architettonico, nelle anatomie dei personaggi e negli sfondi a paesaggio.
Importante fu il soggiorno a Siena due miniatori padani, Liberale da Verona (dal 1466) e Girolamo da Cremona, allievo di Andrea Mantegna (dal 1470), che introdussero varietà di pose e atteggiamenti in figure di solida concezione e una libertà nell'uso del colore sconosciuti alla tradizione locale.
Francesco di Giorgio Martini formò una bottega con numerosi collaboratori, che recepì influssi fiorentini da Sandro Botticelli. Neroccio di Bartolomeo de' Landi, formatosi come lui alla bottega del Vecchietta, ne fu socio fino al 1475; utilizzò una approfondita conoscenza della cultura artistica contemporanea nell'ambito della tradizionale elegante linearismo senese. Allievo del Vecchietta era stato anche Benvenuto di Giovanni, autore degli affreschi con I miracoli di Sant'Antonio nel battistero del Duomo. Proseguì la bottega il figlio Girolamo di Benvenuto.
Nell'ultimo decennio del secolo soggiornò a Siena Luca Signorelli, che vi dipinse gli affreschi monocromi della Sibilla eritrea e della Sibilla tiburtina nella cappella Bichi della chiesa di Sant'Agostino.

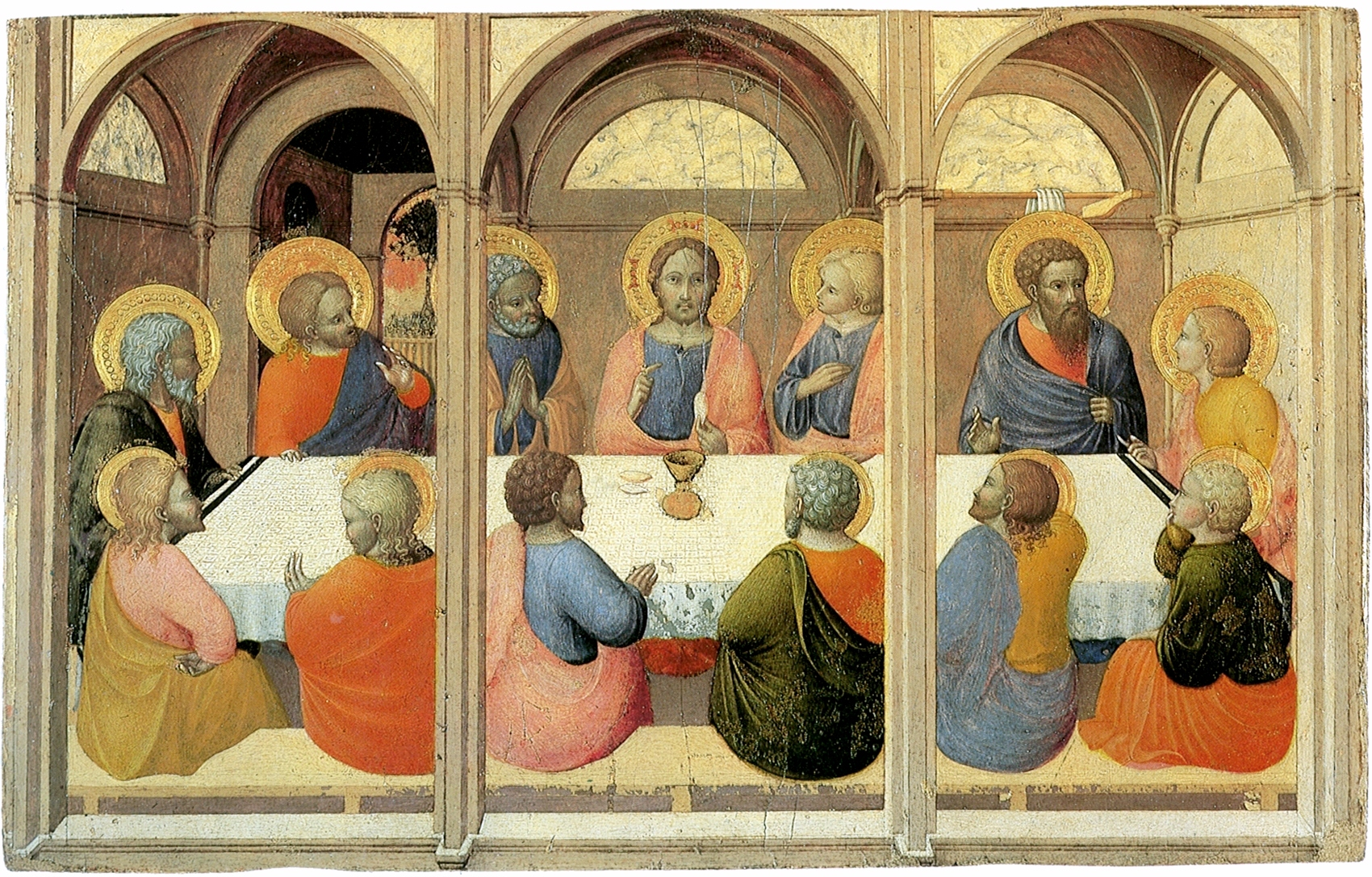
Ultima cena, opera del Sassetta, dalla Pala della Lana (Pinacoteca nazionale)
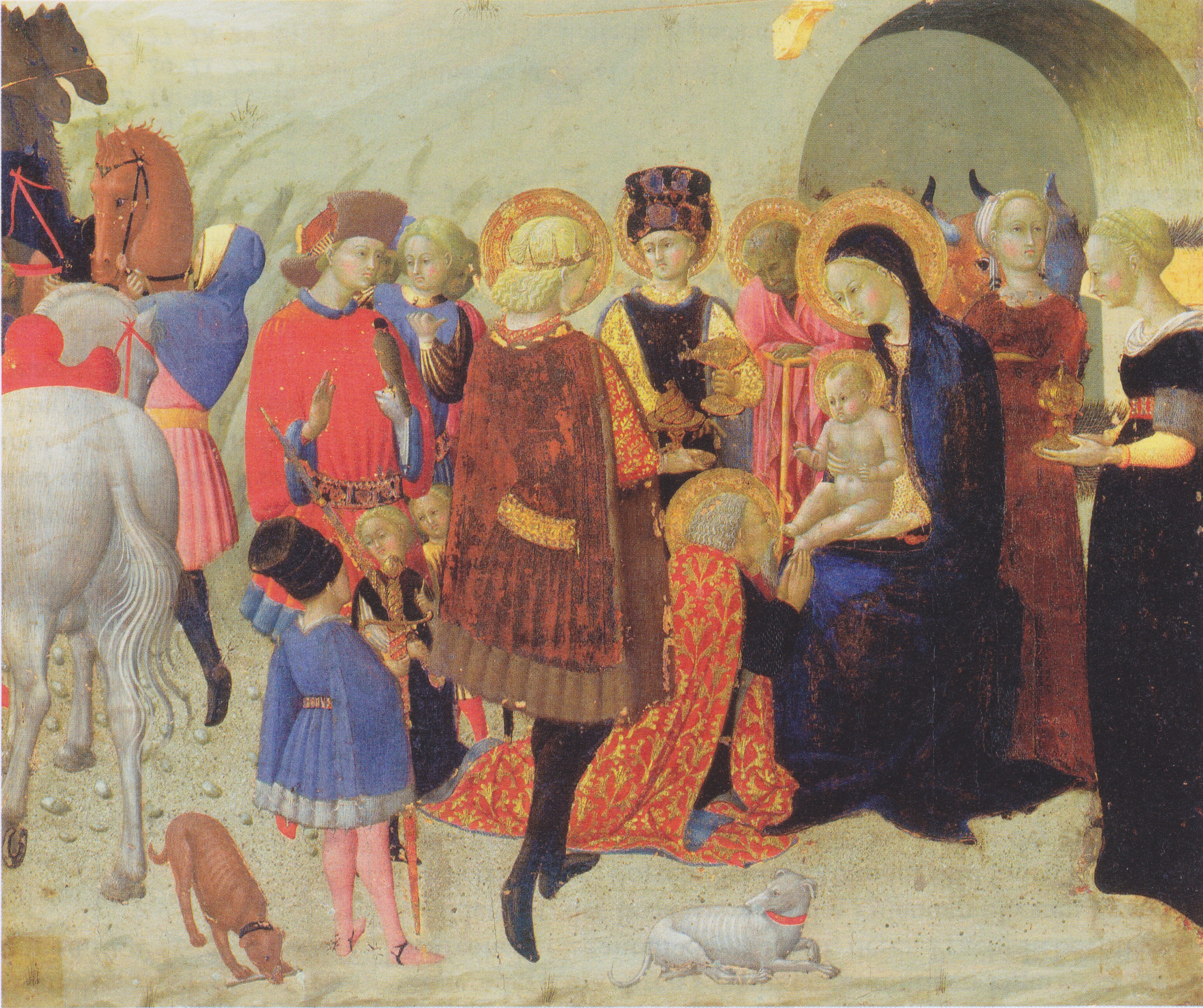
Adorazione dei Magi, da pala dispersa del Sassetta, collezione Chigi-Saracini.
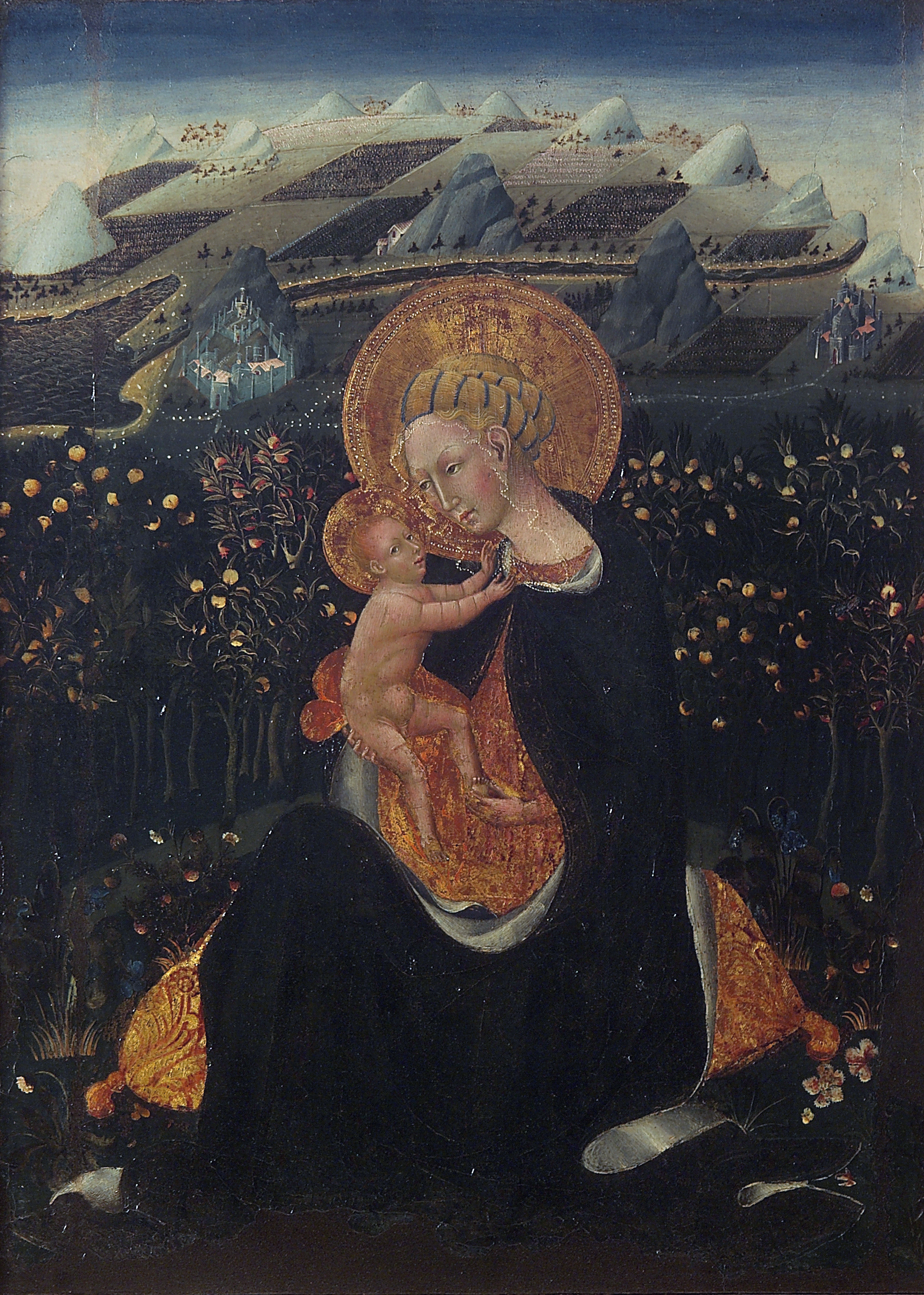
Madonna dell'Umiltà di Giovanni di Paolo (Pinacoteca nazionale)
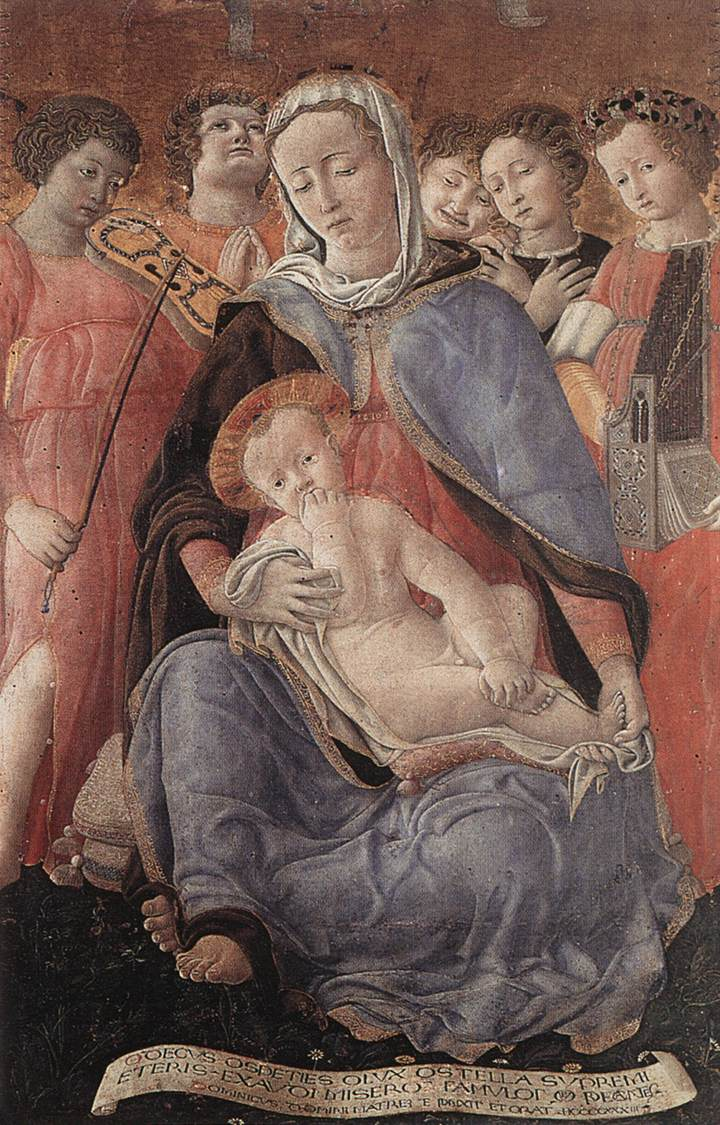
Madonna dell'Umiltà di Domenico di Bartolo (Pinacoteca nazionale)
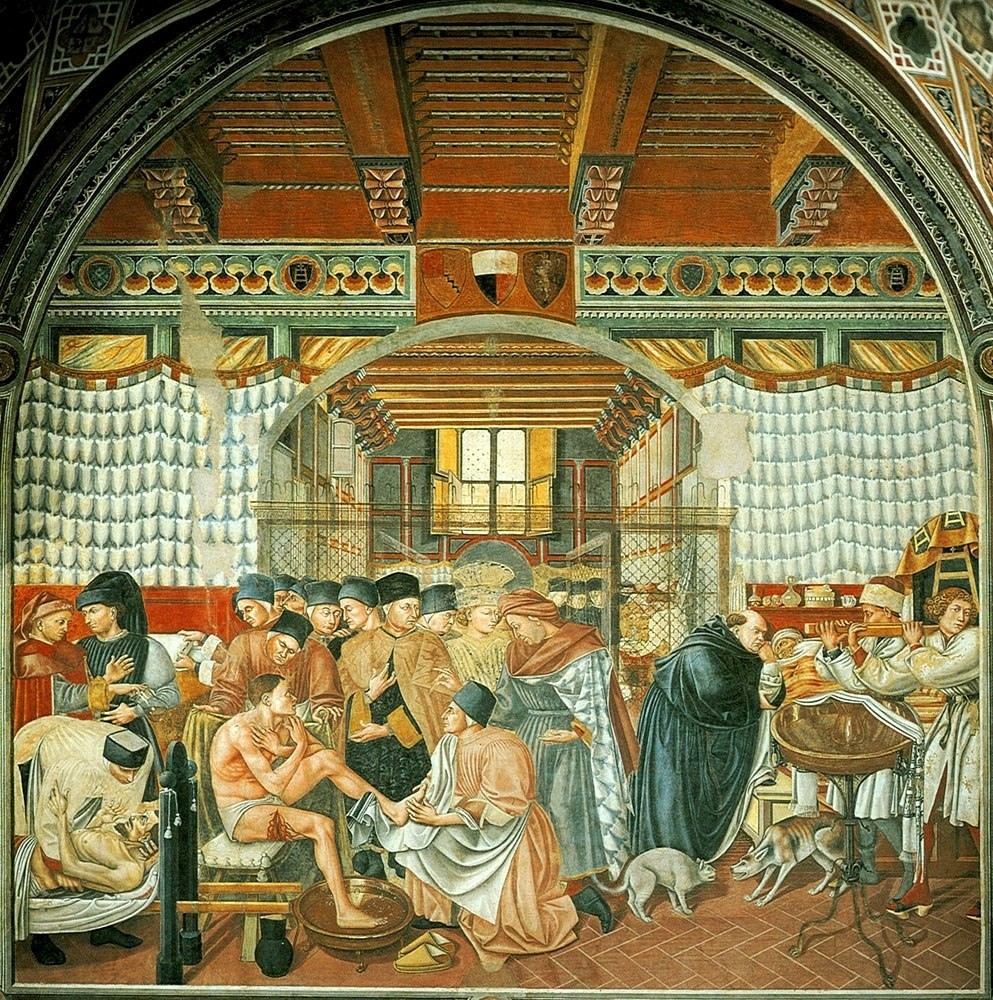
Cura degli infermi, affresco di Domenico di Bartolo (Pellegrinaio di Santa Maria della Scala)
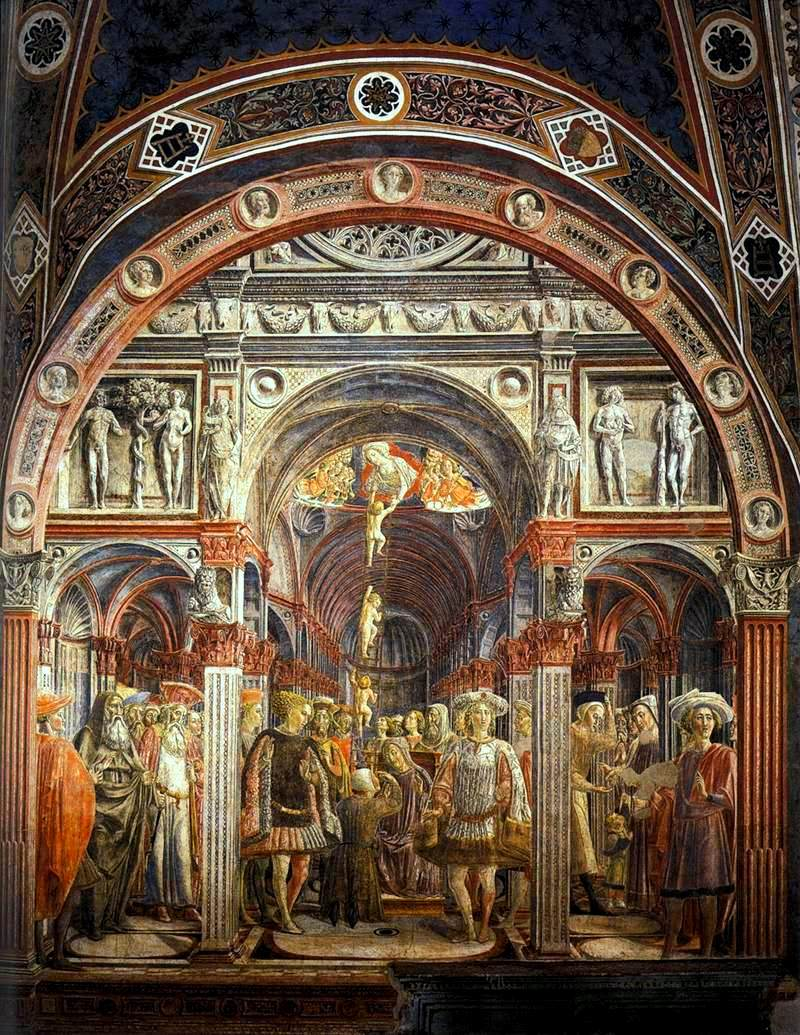
Il sogno della madre del beato Sorore, affresco del Vecchietta (Pellegrinaio di Santa Maria della Scala)
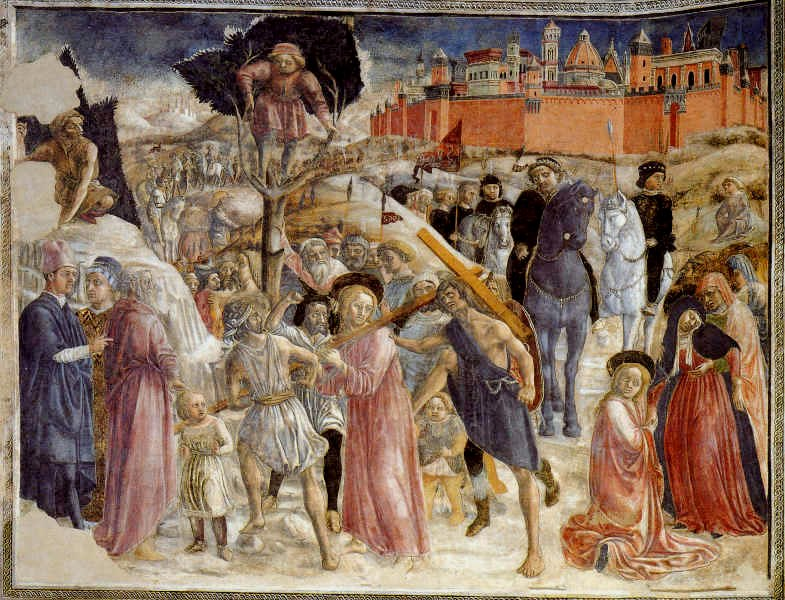
Andata al Calvario, affresco del Vecchietta (Battistero)
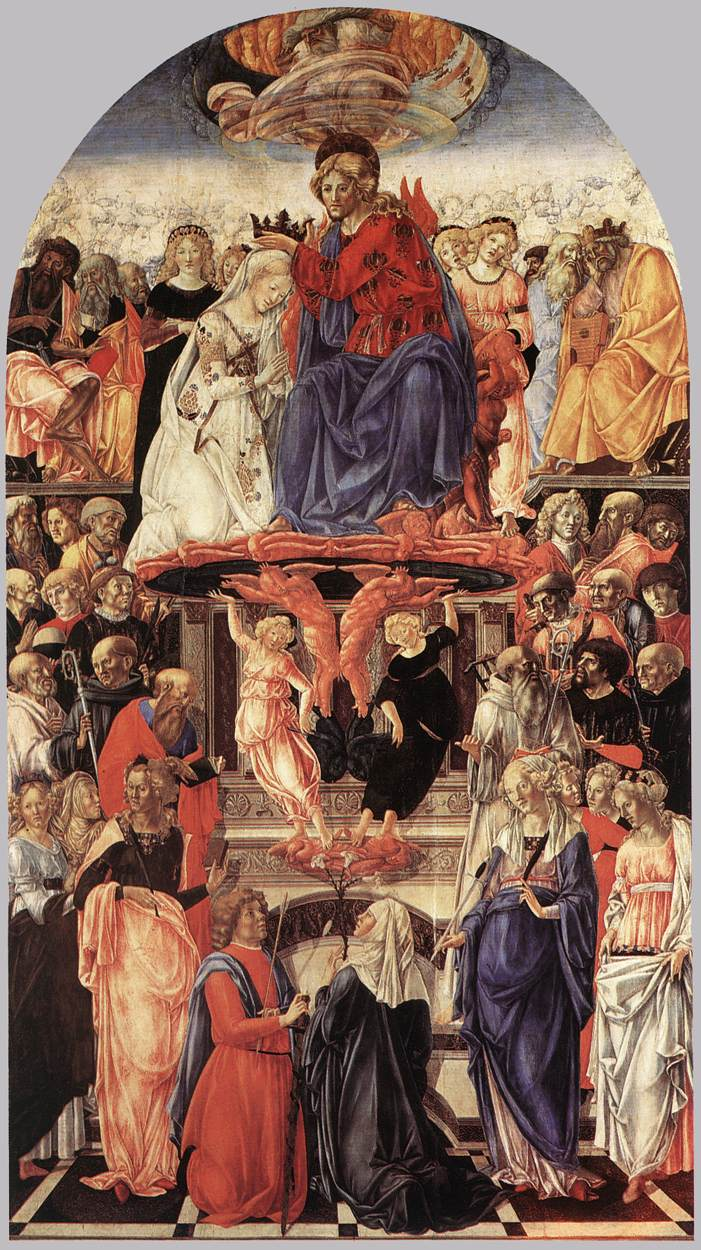
Incoronazione della Vergine di Francesco di Giorgio Martini (Pinacoteca nazionale)

Nello stesso secolo la scultura vide la presenza a Siena di Lorenzo Ghiberti e di Donatello, oltre che del senese Jacopo della Quercia. Parallelamente proseguì la tradizione locale della scultura lignea policroma (Domenico di Niccolò, Francesco di Valdambrino). Eseguirono anche opere di scultura diversi tra i pittori già citati (il Vecchietta, Francesco di Giorgio Martini, Neroccio di Bartolomeo de' Landi, Giacomo Cozzarelli), mentre solo scultori furono Antonio Federighi e Giovanni di Stefano, figlio del Sassetta.
I diversi artisti attivi a Siena soprattutto nel Quattrocento, fornirono inoltre i disegni per i pannelli in commesso marmoreo del pavimento del Duomo.

## Cinquecento

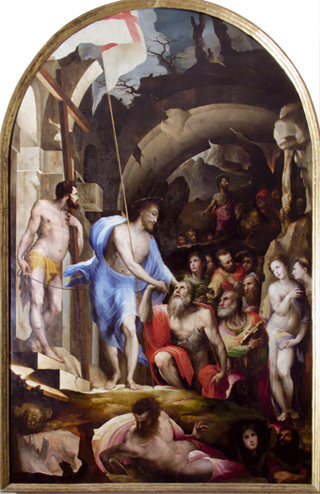
Domenico Beccafumi, Discesa di Cristo al Limbo (Pinacoteca nazionale di Siena)

L'ultima importante stagione dell'arte senese si ebbe nel XVI secolo, quando la città, autonoma e defilata da Firenze, conobbe un notevole sviluppo sotto la signoria di Pandolfo Petrucci. Il principale cantiere artistico era ancora il Duomo, dove lavorò anche Michelangelo nel 1501 e dove Pinturicchio, nel 1502, affrescò la Libreria Piccolomini usando, in parte, disegni di Raffaello. Grande impegno veniva inoltre profuso nel completamento del pavimento istoriato.
Importanti sviluppi si ebbero con l'arrivo in città del pittore piemontese Giovanni Antonio Bazzi, detto il Sodoma, che arricchì la composta maniera di Perugino alle novità leonardesche che aveva visto a Milano, ma fu soprattutto Domenico Beccafumi a creare uno stile sperimentale basato sugli effetti di luce, di colore e di scioltezza disegnativa. Nelle sue opere, come la Santa Caterina che riceve le stimmate, si nota un'ispirazione alla tradizione quattrocentesca (da Perugino), ma con una sensibilità spaziale più grandiosa, figure allungate e sottili, espressioni assorte e una sensibilità tutta personale per luce e colore.
Nell'inevitabile competizione tra i due artisti, l'estro originalissimo di Beccafumi perse alcune commissioni a favore delle forme più classiche e rassicuranti del Sodoma. Una figura di mediazione fu quella di Bartolomeo Neroni, detto il Riccio, che ebbe una nutrita serie di allievi e continuatori, attivi in tutto il territorio senese. Un valido continuatore del Beccafumi fu Alessandro Casolani.
Quando Beccafumi morì, dopo aver lavorato ininterrottamente per quarant'anni nella sua città, era il 1551. Solo due anni dopo, nel 1553, la città venne sanguinosamente espugnata da Cosimo I de' Medici, perdendo la sua secolare indipendenza e, praticamente, anche il suo ruolo di capitale artistica.

## Seicento
Agli inizi del Seicento, la cultura artistica cittadina aveva accolto le istanze della Controriforma, sviluppando un delicato colorismo derivato dall'esempio di Beccafumi e di Federico Barocci, di cui furono protagonisti Ventura Salimbeni e Francesco Vanni. Nel solco di questi due pittori mosse i primi passi anche Rutilio Manetti, che nel 1623 viene inviato dai Medici a Roma. Qui resta folgorato dalle novità dei caravaggisti, divenendo uno dei migliori seguaci del Merisi in Toscana, capace di coniugare una pennellata densa e pastosa con espressivi giochi di luce ed ombra.
Dopo la metà del secolo, Bernardino Mei, protetto dal cardinale Fabio Chigi, fu interprete della pittura barocca ispirata alla scena romana.

## Gli artisti

### Duecento
- Maestro di Tressa
- Guido da Siena
- Dietisalvi di Speme
- Rinaldo da Siena
- Guido di Graziano
- Vigoroso da Siena

### Prima metà del Trecento
- Duccio di Buoninsegna
- Maestro di Badia a Isola
- Maestro di Città di Castello
- Maestro degli Aringhieri
- Segna di Bonaventura
- Ugolino di Nerio
- Niccolò di Segna
- Francesco di Segna
- Memmo di Filippuccio
- Simone Martini
- Lippo Memmi
- Pietro Lorenzetti
- Ambrogio Lorenzetti

### Seconda metà del Trecento
- Niccolò di ser Sozzo
- Niccolò di Bonaccorso
- Luca di Giovanni
- Luca di Tommè
- Bartolomeo Bulgarini (Ugolino Lorenzetti, Maestro d'Ovile)
- Lippo Vanni
- Bartolo di Fredi
- Andrea di Vanni
- Jacopo di Mino del Pellicciaio
- Paolo di Giovanni Fei
- Taddeo di Bartolo
- Spinello Aretino
- Cecco di Pietro

### Quattrocento
- Jacopo della Quercia
- Priamo della Quercia
- Il Sassetta
- Maestro dell'Osservanza
- Sano di Pietro
- Giovanni di Paolo
- Pietro di Giovanni d'Ambrogio
- Matteo di Giovanni
- Guidoccio Cozzarelli
- Pietro di Francesco Orioli
- Andrea di Bartolo
- Domenico di Bartolo
- Il Vecchietta
- Francesco di Giorgio Martini
- Neroccio di Bartolomeo de' Landi
- Benvenuto di Giovanni e Girolamo di Benvenuto
- Bernardino Fungai
- Pietro di Francesco degli Orioli

### Cinquecento
- Beccafumi
- Baldassarre Peruzzi
- Il Sodoma
- Brescianino
- Marco Pino
- Girolamo del Pacchia
- Alessandro Casolani
- Bartolomeo Neroni
- Arcangelo Salimbeni
- Francesco Vanni

### Seicento
- Rutilio Manetti
- Bernardino Mei
- Astolfo Petrazzi
- Francesco Rustici
- Ventura Salimbeni